# Rượu vang trắng
Rượu vang trắng là loại rượu được lên men từ nho, nhưng không tiếp xúc với vỏ nho nên có màu vàng nhạt, vàng xanh hoặc vàng gold. Rượu vang trắng được làm bằng cách lên men phần thịt nho không màu, bất kể màu vỏ nho là gì. Nó đã tồn tại ít nhất 4000 năm trước.
Có rất nhiều loại rượu vang trắng khác nhau, nhờ vào sự đa dạng của các giống nho, phương pháp sản xuất rượu và mức độ đường dư. Rượu vang trắng thường được làm từ nho "trắng", có màu xanh hoặc vàng như Chardonnay, Sauvignon Blanc và Riesling. Tuy nhiên, một số loại rượu vang trắng cũng được làm từ nho có vỏ màu, miễn là nước ép không bị nhuộm màu.
Rượu vang trắng khô là loại phổ biến nhất, được làm bằng cách lên men toàn bộ lượng đường trong nước ép nho. Rượu vang trắng ngọt được làm bằng cách dừng quá trình lên men trước khi tất cả đường được chuyển hóa thành rượu. Có một số cách để làm điều này, chẳng hạn như để nho chín lâu hơn trên cây, phơi khô nho hoặc sử dụng một loại nấm mốc đặc biệt gọi là noble rot. Rượu vang sủi bọt, phần lớn là rượu vang trắng, được làm bằng cách giữ lại carbon dioxide từ quá trình lên men trong chai.
Rượu vang trắng thường được thưởng thức như một loại đồ uống khai vị trước bữa ăn, với món tráng miệng hoặc như một loại đồ uống giải khát. Rượu vang trắng thường được coi là nhẹ hơn và sảng khoái hơn rượu vang đỏ. Chúng cũng thường được sử dụng trong nấu ăn vì độ chua, hương thơm và khả năng làm mềm thịt và khử mùi chảo.

## Lịch sử

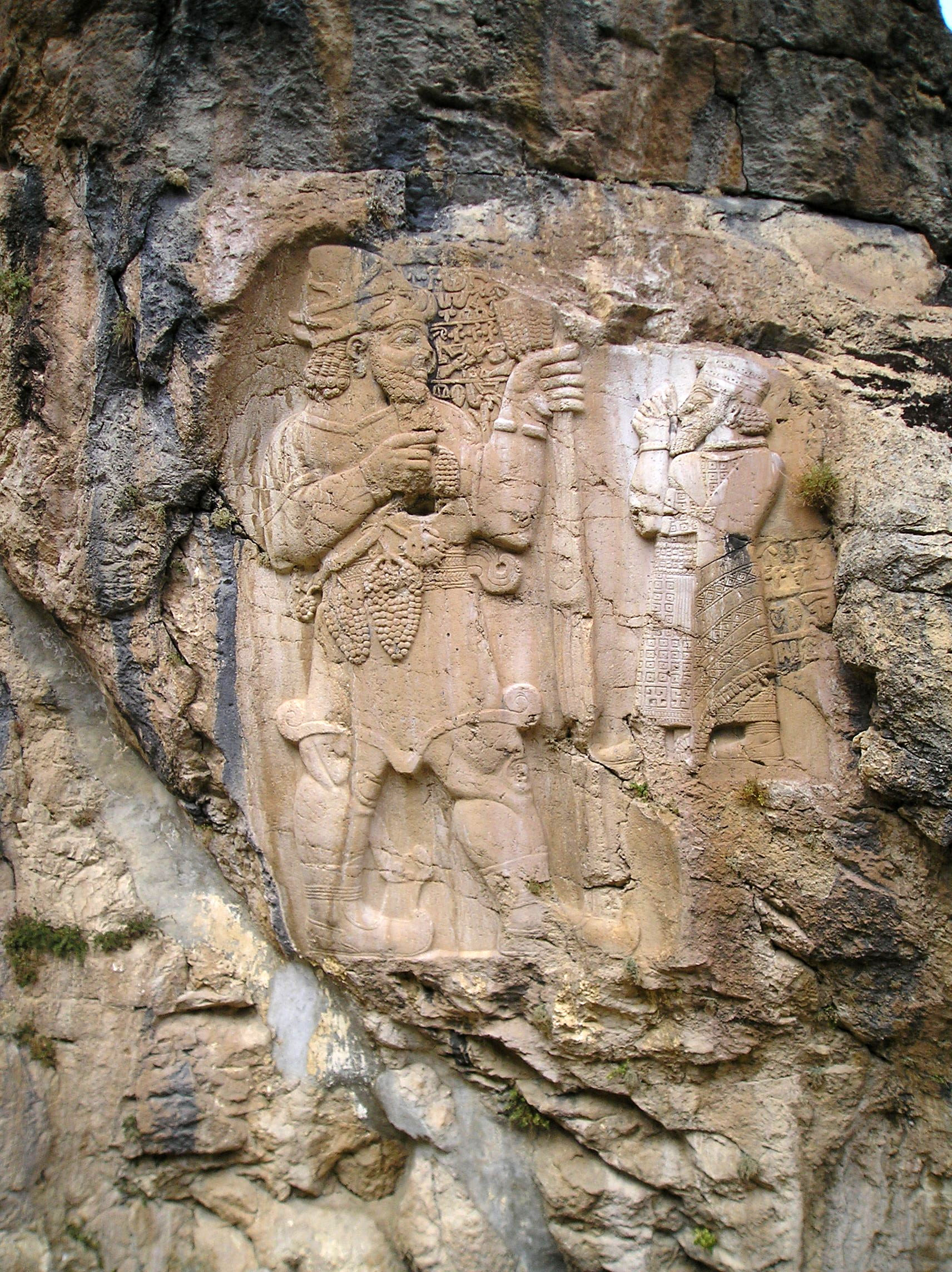
Vua Hittite Warpalawa dâng một chùm nho cho thần Tarhunta. Một bức phù điêu trên đá ở Ivriz ở Thổ Nhĩ Kỳ từ đầu thiên niên kỷ thứ 1 trước Công nguyên.

### Thời cổ đại
Dấu vết rượu vang đầu tiên được tìm thấy có niên đại 7500 năm trước, ở Iran ngày nay , nhưng kết quả của các cuộc khai quật khảo cổ chưa thể xác định được rượu vang bắt đầu được sản xuất từ thời điểm nào. Chữ khắc cho chúng ta biết về sự hiện diện của rượu vang ở Trung Đông: nó được sản xuất ở "Vùng đất cao" (biên giới giữa Anatolia và Armenia) và sau đó được nhập khẩu vào Lưỡng Hà, đặc biệt là từ thiên niên kỷ thứ 3 trước Công nguyên. Các tấm bia của Hattusa mô tả rượu vang bằng thuật ngữ wiyana trong ngôn ngữ Hittite, GEŠTIN trong tiếng Sumer, và karânu trong tiếng Akkad. Nó có thể là màu đỏ (SA5 GEŠTIN), nhẹ (hoặc có thể là màu trắng: KÙ.BABBAR GEŠTIN), rượu vang ngon (DUG.GA GEŠTIN), mật ong (LÀL GEŠTIN) mới (GIBIL) hoặc chua (GEŠTIN EMSA).
Ở Hy Lạp cổ đại, rượu vang đã được phát triển và sử dụng từ thời Hippocrates, một bác sĩ sinh ra khoảng năm 460 trước Công nguyên, người thường xuyên kê đơn cho bệnh nhân. "Rượu vang trắng" và "rượu vang trắng đắng" đã được sử dụng trong số các phương thuốc của ông - một dấu hiệu của sự đa dạng trong sản xuất vào thời điểm đó.
Vào thời La Mã, người La Mã đã mô phỏng theo phương thức trồng nho của người Hy Lạp, bao gồm cả việc sản xuất rượu vang trắng. Các nhà quý tộc La Mã giàu có tổ chức các bữa tiệc mà chi phí cho thực phẩm là một dấu hiệu của uy tín. Rượu vang đóng vai trò chủ đạo trong số các sản phẩm đắt tiền. Những công dân giàu có nhất đã xây dựng những biệt thự nguy nga ở Vịnh Napoli, nơi cây nho đã được trồng trọt kể từ khi được người Hy Lạp đưa vào. Giống nho aminum hoặc cổ đại đã sản xuất ra một loại rượu vang trắng ngọt được sản xuất dưới dạng rượu pha trộn tương tự như rượu Madeira hiện đại. Việc chinh phục các vùng đất ngày càng tiến về phía bắc đã khuyến khích người La Mã trồng nho và sản xuất các loại rượu vang nhẹ hơn và ít ngọt hơn. Nó cũng khuyến khích họ tìm kiếm các giống nho hoang dã mới có thể thích nghi với những khu vực xa xôi này, nơi các giống nho Địa Trung Hải đã bộc lộ giới hạn của chúng. Ví dụ, cây nho được trồng trên bờ sông Rhine để cung cấp cho Quân đoàn một loại đồ uống lành mạnh, trái ngược với nước vốn hiếm khi uống được. Rượu vang được uống lạnh vào mùa hè và ấm vào mùa đông, một tập quán vẫn tiếp tục cho đến thế kỷ 21.

### Thời Trung cổ

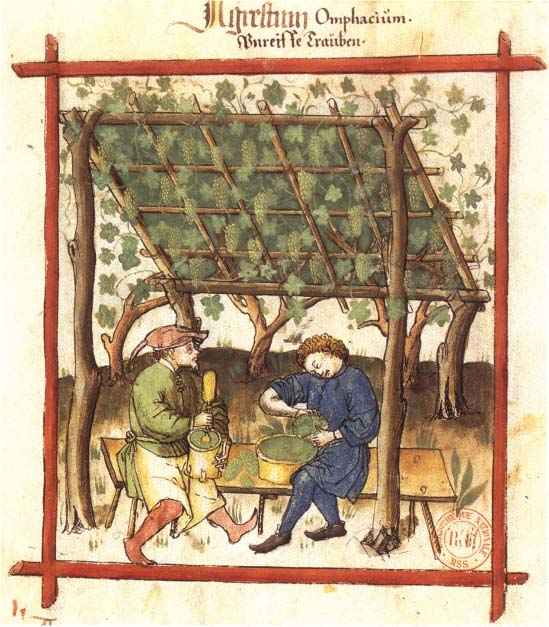
Nho trắng vào cuối thời Trung cổ.

Những người buôn rượu vang đã không thể sống sót sau sự sụp đổ của Đế chế Tây La Mã và nghề trồng nho đã suy giảm mạnh. Các bộ lạc Germanic thích uống bia hơn và không thấy giá trị của việc buôn bán rượu vang. Sự suy giảm của nghề trồng nho càng trầm trọng hơn khi người Viking cắt đứt các tuyến đường biển trên Đại Tây Dương. Ở phía nam, người Saracen đã thực hiện Ghazw hoặc các cuộc đột kích. Những chiến dịch này ở miền nam châu Âu đã khiến Languedoc, Provence, miền nam Italy và Thung lũng Douro trở nên vắng vẻ - mọi người bị bắt làm nô lệ hoặc chạy trốn khỏi mối đe dọa.
Kiến thức về văn hóa trồng nho được Giáo hội Công giáo bảo tồn: rượu vang là cần thiết cho việc cử hành Thánh lễ và các tu sĩ đã trồng nho ở những vĩ độ cao và tăng diện tích đất tu viện. Khó vận chuyển và bảo quản, rượu vang từ lâu vẫn là một sản phẩm dành cho tiêu dùng địa phương. Mậu dịch được tái lập ban đầu sau khi các quý tộc và giáo sĩ làm giàu, bởi vì giống như người La Mã, nghệ thuật của bàn ăn phản ánh uy tín của chủ nhà.
Việc buôn bán bằng đường sông đóng một vai trò rất lớn trong sự phát triển của nghề trồng nho. Nước Đức được hưởng lợi từ khả năng thông hành của sông Rhine và sông Danube, vì vậy họ có thể xuất khẩu sản phẩm của mình. Charlemagne cũng góp phần vào sự phát triển này bằng cách ban hành luật Capitulare de villis, trong đó có quy định về việc trồng nho ở tất cả các khu vực. Đây là thời kỳ phát triển mạnh mẽ văn hóa rượu vang trắng ở Đức và Áo. Diện tích trồng nho ở Trung Âu đã lên tới 100.000 ha, gấp 3,5 lần diện tích vào những năm 1990. Từ thế kỷ 13, thương nhân đã phân biệt vinum hunicum (rượu của người Hun), loại rượu được dân thường uống, với vinum francium (rượu của người Frank), loại rượu dành cho tầng lớp quý tộc giàu có. Nho Riesling và Sylvaner đã được biết đến từ cuối thời Trung cổ.
Một phần thương mại châu Âu được thực hiện bằng đường biển dọc theo bờ biển Đại Tây Dương. Người Anh, sau đó là người Hà Lan và người Scandinavi do nhu cầu rượu vang của họ, đã tạo ra một cơn sốt trồng nho giữa Bordeaux và La Rochelle. La Rochelle chỉ sản xuất một lượng nhỏ rượu vang trắng khô để xuất khẩu , trong khi Bordeaux chủ yếu xuất khẩu rượu vang từ vùng đất bên trong được vận chuyển qua sông Garonne. Khi sản xuất rượu vang được giới thiệu trên bờ sông Charente vào thế kỷ 17, rượu vang trắng Charente đã được giới thiệu như cognac. Đồng thời, rượu vang trắng khô phổ biến với người Hà Lan được sản xuất ở phía bắc, xung quanh cảng Nantes từ các vùng hiện nay của Muscadet AOC và Gros-plant AOVDQS ở Thung lũng Loire. Các vườn nho ở Thung lũng Loire và Tây Nam có mạng lưới bán hàng nhờ khả năng thông hành của sông Loire và sông Garonne.
Ở lưu vực Địa Trung Hải, các cuộc Thập tự chinh đã làm giàu cho cả hai nước cộng hòa đối thủ là Venice và Genoa. Để cung cấp rượu vang cho quân đội của các lãnh chúa Frank giàu có, hai nước cộng hòa này đã cung cấp cho họ rượu vang từ Hy Lạp. Cảng Monemvasia, nơi xuất khẩu một lượng lớn rượu vang trắng, đã đặt tên cho giống nho Malvasia. Các Thập tự quân cũng khám phá ra rượu Muscat. Sau khi trở về nhà, những người cai trị và giới quý tộc giàu có tìm mua những loại rượu ngọt mà họ đã thưởng thức ở phương Đông. Những loại rượu này đến từ những giống nho chiếm ưu thế trong các vườn nho của Languedoc-Roussillon và Tây Ban Nha. Việc buôn bán những loại rượu này được tạo điều kiện thuận lợi nhờ hàm lượng cồn cao của chúng, giúp bảo quản rượu trong suốt hành trình dài đến Bắc Âu.

### Thời hiện đại
Năm 1453, Đế chế Ottoman chiếm Constantinople và tình hình của người Venice và Genoa xấu đi. Mậu dịch rượu vang giữa Địa Trung Hải phía đông và Bắc Âu giảm mạnh. Đồng thời, người Tây Ban Nha vừa hoàn thành Reconquista và thay thế rượu vang Địa Trung Hải bằng rượu vang của chính mình, đặc biệt là đối với người tiêu dùng Anh và Hà Lan. Cảng Sanlúcar de Barrameda bắt đầu xuất khẩu một lượng lớn rượu vang trắng, là tổ tiên của rượu sherry ngày nay. Loại rượu này được gọi là sack và đã gây được tiếng vang ở Anh. Ngay cả khi đỉnh cao của sự thù địch giữa hai nước (như trong tập của Hạm đội Tây Ban Nha năm 1588), thương mại vẫn tiếp tục - đôi khi được thực hiện bởi những tên cướp biển, cướp đi những gì chúng không thể mua được. Mỗi năm có từ 40 đến 60 nghìn thùng rượu, mỗi thùng 500 lít, rời bờ biển Tây Ban Nha đến Anh và Hà Lan (lượng rượu vang khoảng 300.000 hectolít này chiếm hai phần ba sản lượng hiện nay).
Từ thế kỷ 16, những cây nho châu Âu đầu tiên đã được trồng ở Mỹ: ở Mexico, sau đó là Peru, Bolivia, Argentina, và Chile. Những giống nho này được trồng ngoài các giống nho bản địa mọc ở Mexico, nhưng sản xuất trước thời Columbus này không dùng để sản xuất rượu vang vì nho quá chua. Chúng được sử dụng để sản xuất acachul, một loại đồ uống được làm ngọt bằng trái cây và mật ong.
Thời kỳ băng hà nhỏ đã giáng một đòn chí tử cho ngành trồng nho ở phía bắc. Cây nho đã biến mất khỏi miền bắc nước Đức và Baden, và độ cao tối đa để trồng nho giảm xuống còn 220 mét. Hans-Jürgen Otto lưu ý rằng: "tất cả các vườn nho đều bị ảnh hưởng và diện tích giảm xuống". Ở Anh , cây nho cũng biến mất. Các vườn nho ít sớm hơn thích chọn các giống nho trắng vì, ngay cả khi chưa chín, nho trắng vẫn cho phép sản xuất rượu vang có vị chua một chút nhưng vẫn có thể uống được, trong khi nho đỏ không cho đủ màu và tannin xanh làm cho rượu vang có vị đắng. Việc gián đoạn quá trình lên men do mùa đông lạnh giá đã dẫn đến việc phát hiện ra quá trình lên men thứ cấp của rượu sâm banh.
Sự giàu có của một số bộ phận dân cư đã tạo ra một cơn sốt đối với các loại rượu vang quý hiếm. Hiện tượng này, vốn đã góp phần vào sự phát triển của rượu sherry ở Anh, đã được tái hiện ở Trung Âu. Việc phát hiện ra lợi ích của nấm mốc quý trên nho trắng diễn ra vào khoảng năm 1650 ở Hungary để phát triển rượu Tokaji. Hugh Johnson tuyên bố rằng: "Tokay của ba thế kỷ trước là loại rượu vang ngọt ngào nhất thế giới, nó được kế thừa từ một truyền thống sản xuất rượu vang lâu đời". Được phát triển với một loại nho có độ chín đặc biệt nhờ bí mật thương mại, loại rượu này cũng phát triển chất lượng của nó thông qua một quá trình lâu dài vẫn là bí mật trong các hầm rượu dưới lòng đất của nhà máy rượu. Được Nhà Habsburg đánh giá cao, Tokay đã trải qua quá trình giao dịch sinh lợi. Những nỗ lực bắt chước đều không thành công và việc sử dụng nấm mốc quý vẫn là một bí mật. Mãi đến 120 năm sau, một phương pháp thu hoạch rất muộn mới được thử nghiệm trên các bờ sông Rhine dốc. Việc sử dụng nó ở Sauternes đã được chứng thực vào năm 1836 tại Château La Tour Blanche nhưng vào thời điểm đó, việc thu hoạch rất muộn đã cho ra một loại rượu vang rất phong phú cần nhiều năm để ủ trong thùng gỗ.
Các vùng khác đang khám phá những bí mật sẽ làm cho họ giàu có. Vì vậy, Dom Perignon là người tạo ra rượu sâm banh huyền thoại. Trong một vườn nho phía bắc, ông đã phát triển một loại rượu đặc biệt sẽ tạo ra niềm đam mê đặc biệt đối với rượu vang được sản xuất trong điều kiện khí hậu mà ở đó không thể mong đợi rượu vang đạt độ chín hoặc màu sắc đầy đủ.
Mốt uống rượu vang trắng khô rẻ tiền bắt đầu ở Paris vào thế kỷ 18. Để tránh thuế tiêu thụ đặc biệt, người Paris đã có thói quen đi uống rượu vang tại cơ sở của nhà sản xuất bên ngoài thành phố. Các quán rượu mở cửa bên sông, trở thành Guinguettes (tương tự như quán rượu): vì vậy loại rượu được uống ở đó cũng được gọi là "guinguet". Đây là một loại rượu vang từ những ngọn đồi của Seine hoặc Marne, có vị chua, nhưng điều kiện vận chuyển thời bấy giờ không cho phép sử dụng loại rượu này trước thời hạn.
Rượu sâm banh được tạo ra vào thế kỷ 18, nhưng đến thế kỷ tiếp theo, nó mới bắt đầu mở rộng ra toàn cầu. Các vị vua đầu đội vương miện của châu Âu nhanh chóng biến loại rượu này trở nên thời thượng trong cung điện của họ, mặc dù việc sản xuất của nó, nhất thiết phải trong chai, khiến nó trở thành một sản phẩm rất đắt tiền. Nhà sử học Hugh Johnson gán cho rượu sâm banh một vai trò ngoại giao quan trọng: Talleyrand đã mời loại rượu này lên bàn đàm phán của Đại hội nghị Vienna, sử dụng nó để làm thư giãn các đối tác của mình trong các cuộc thảo luận. Việc chiếm đóng Champagne của quân đội Nga vào năm 1815 đã phổ biến loại rượu sủi bọt này với tầng lớp quý tộc Nga. Veuve Clicquot (Góa phụ Clicquot) đã đặt rượu của mình cho những người chiếm đóng và nói rằng "họ uống hôm nay, ngày mai họ sẽ trả tiền..."
Sự phát triển của ngành công nghiệp thủy tinh (đặc biệt là từ việc sử dụng than đá) đã giúp phổ biến việc sử dụng chai thủy tinh. Sản xuất rượu sủi bọt tăng đáng kể và lan sang lục địa Mỹ. Kỹ thuật sản xuất được công nghiệp hóa và các khu vực khác cũng được truyền cảm hứng, nhưng danh tiếng của rượu sâm banh đã bị ảnh hưởng. Việc bay thương mại của rượu sâm banh là một sản phẩm của Cách mạng Công nghiệp, cho phép loại rượu này nằm trong khả năng tài chính của tầng lớp trung lưu mới nổi.
Giai đoạn thế kỷ 19 trước khi phylloxera xuất hiện là thời kỳ hoàng kim của rượu vang. Cách mạng Công nghiệp đã làm giàu cho một tầng lớp tư sản là khách hàng của những loại rượu vang ngon nhất và sự di cư từ nông thôn ra các nhà máy đã tạo ra một thị trường lớn cho các loại rượu vang được sản xuất hàng loạt. Một ví dụ nổi bật cho rượu vang trắng là ngành trồng nho ở Đức. Cảm giác tự do được truyền vào các nhà sản xuất rượu vang Đức dưới sự chiếm đóng của Pháp trong Đệ nhất Đế chế đã ngăn cản giới quý tộc và giáo sĩ thu hồi tất cả các vườn nho mà họ đã bị tước đoạt. Phương pháp thu hoạch muộn rất phổ biến và các loại rượu ít ngọt hơn hoặc ngọt hơn đạt được sự cân bằng với độ chua luôn sống động của chúng. Năm 1872, Viện Nghiên cứu Giống nho Geisenheim được thành lập và đây là nguồn gốc của một lượng lớn lai tạo tạo ra các giống nho mới - giống nổi tiếng nhất trong số này là Müller-Thurgau. Trong cùng thời gian, Thụy Sĩ đã áp dụng, dọc theo bờ hồ Geneva, các vườn nho chủ yếu sản xuất rượu vang trắng.
Vào thế kỷ 20, việc trồng nho ở những quốc gia mà nó chưa được biết đến đã bùng nổ. Tuy nhiên, nó là không ổn định ở những nơi có nhiệt độ cao hơn trong quá trình lên men. Việc sử dụng các thùng chứa lớn hơn tạo ra các vấn đề trong quá trình lên men: nấm men tạo ra nhiệt không thể thoát ra ngoài và vượt quá 35 °C, các vi sinh vật bắt đầu bị ảnh hưởng và quá trình lên men chậm lại sau đó dừng lại. Sau khi làm mát rượu, cần bổ sung thêm men để tiếp tục quá trình lên men (chưa kể đến những ảnh hưởng xấu đến hương thơm của rượu và nguy cơ bị chua). Ở California, việc tìm kiếm cách kiểm soát nhiệt độ lên men đã đạt được thành công. Khi được áp dụng cho rượu vang trắng, chúng đã cách mạng hóa loại rượu này. Rượu vang châu Âu, được đánh dấu bởi các quy trình ép nho hoàn toàn trái ngược với những loại rượu vang rất trái cây được đánh dấu bởi hương vị tươi mát sảng khoái. Trong những năm 1960–1990, những phương pháp sản xuất rượu này đã chuyển đến châu Âu và việc sử dụng thiết bị làm lạnh hiện được sử dụng rộng rãi ở hầu hết các vùng sản xuất rượu vang trắng.

## Phân bố địa lý
| Quốc gia            | %     |
| Trung bình thế giới | 40.6% |
| Úc                  | 60%   |
| Cộng hòa Séc        | 60%   |
| New Zealand         | 56%   |
| Luxembourg          | 53%   |
| Phần Lan            | 50%   |
| Vương quốc Anh      | 47%   |
| Áo                  | 46,9% |
| Ireland             | 44%   |
| Hoa Kỳ              | 40%   |
| Đức                 | 39.8% |
| Argentina           | 39%   |
| Ý                   | 37%   |
| Sweden              | 36%   |
| Canada              | 35.1% |
| Thụy Sĩ             | 31%   |
| Hà Lan              | 30%   |
| Nga                 | 30%   |
| Bỉ                  | 28.4% |
| Tây Ban Nha         | 28%   |
| Đan Mạch            | 27%   |
| Na Uy               | 25.1% |
| Chile               | 25%   |
| Bồ Đào Nha          | 25%   |
| Pháp                | 21%   |

### Sản xuất

#### Các vùng khí hậu

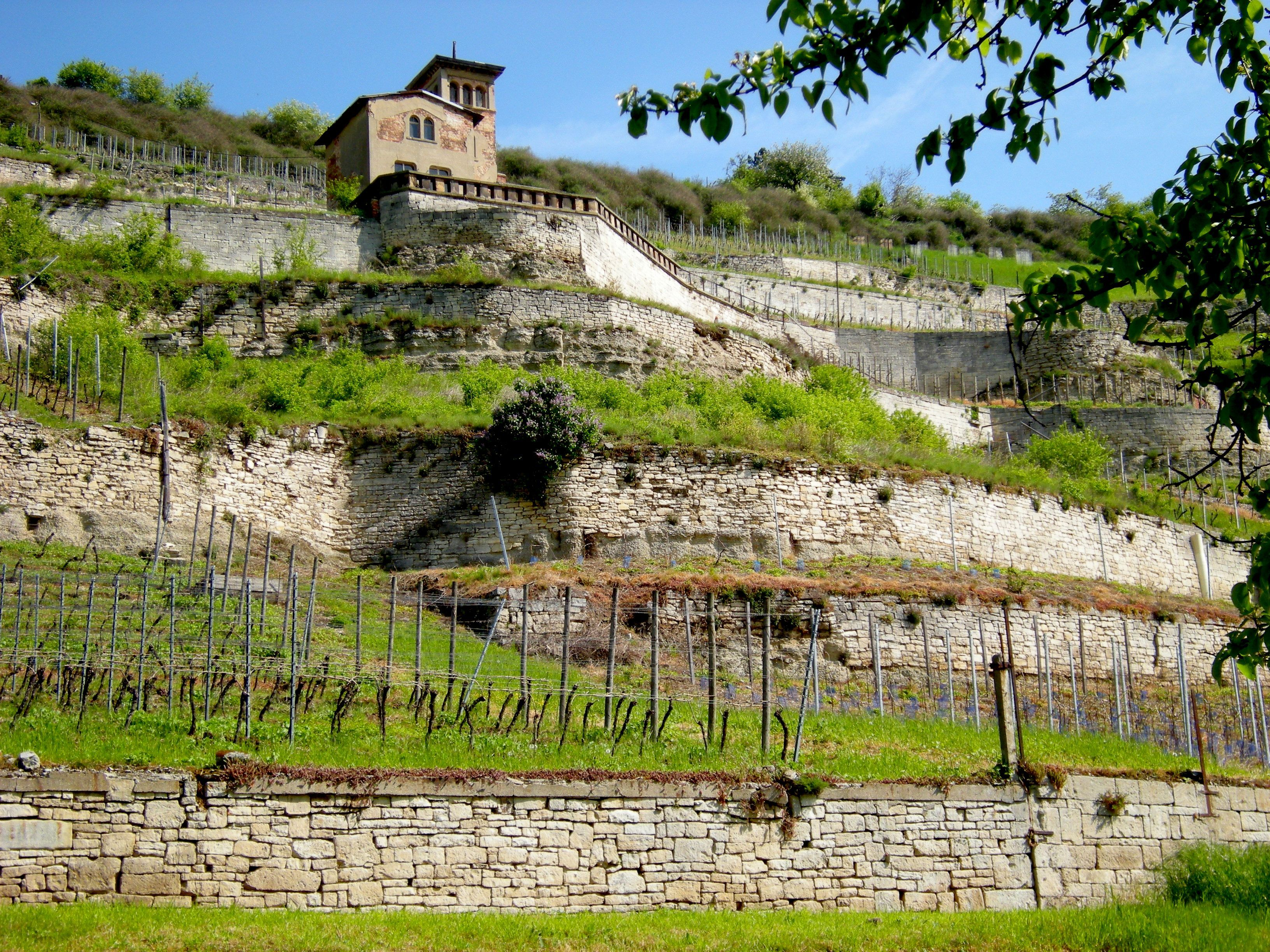
Một vườn nho của Đức.

Nhiều quốc gia sản xuất rượu vang cũng sản xuất rượu vang trắng, tuy nhiên nho trắng cần ít nhiệt hơn nho đỏ để chín: việc thiếu trưởng thành của tannin không phải là vấn đề vì chúng không được chiết xuất trong quá trình ép. Ngoài ra, sự cân bằng hương vị dựa trên độ chua sống động đáng kể. Nho để sản xuất rượu vang trắng khô được thu hoạch ngay trước khi chín. Các điều kiện sản xuất này có thể dẫn đến việc vườn nho sản xuất rượu vang trắng khô nằm ở vị trí phía bắc hoặc trên núi.
Ở châu Âu, các vườn nho Đức chủ yếu là nho trắng (63,1% diện tích sản xuất trong năm 2006), cũng như các vườn nho Thụy Sĩ (hơn 50% diện tích sản xuất là nho trắng) và các vườn nho Luxembourg (93% diện tích sản xuất nho trắng hoặc xám). Ở Pháp, nửa phía bắc sản xuất hầu hết các loại rượu vang trắng (Alsace, Jura, Champagne và Thung lũng Loire). Tại Tây Ban Nha, nghịch lý thay, Castile-La Mancha chiếm 50% vườn nho của Tây Ban Nha, sản xuất chủ yếu rượu vang trắng trên diện tích sản xuất rất lớn ở vùng có nhiệt độ cao. Vùng Catalonia sản xuất rất nhiều nho trắng được biến thành rượu vang sủi bọt gọi là Cava. Diện tích sản xuất Cava là 45.000 ha trong tổng diện tích sản xuất là 65.600 ha.
Châu Mỹ đã phát triển cả rượu vang trắng và đỏ, một số trong số đó hiện được công nhận trên toàn thế giới. Rượu vang trắng phải chinh phục những vùng lãnh thổ khắc nghiệt mà rượu vang đỏ thống trị, chẳng hạn như dãy núi Rocky hoặc Canada. Ở Canada, kỹ thuật sản xuất rượu vang đá có thể tạo ra những loại rượu vang đặc biệt trong điều kiện khí hậu dường như không thuận lợi. Canada là nhà sản xuất rượu vang đá lớn nhất thế giới.
Các khu vực phía nam ấm hơn cũng sản xuất rượu vang trắng, nhưng với tỷ lệ thấp hơn. Ngoài ra, nó thường là những loại rượu vang ngọt hoặc cường hóa, rượu vang ngọt tự nhiên hoặc rượu vang "vinés", như trong trường hợp của các vườn nho xung quanh Địa Trung Hải (muscat, madeira, marsala, v.v.).

#### Các vùng địa chất

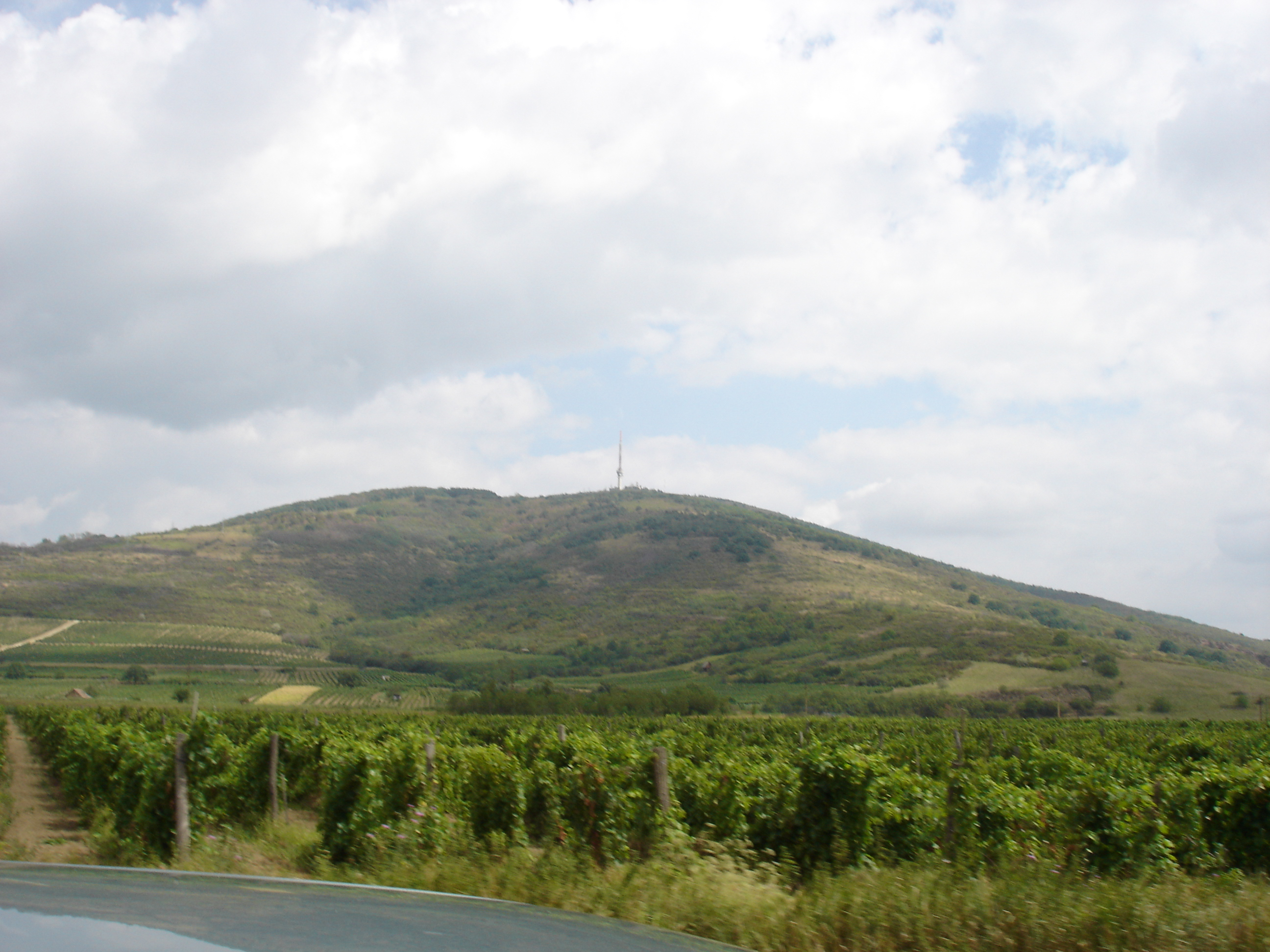
Địa hình núi lửa của Tokaj.

Theo Claude và Lydia Bourguignon, rượu vang đỏ rất phù hợp với đất dựa trên đá vôi trong khi rượu vang trắng tốt nhất được sản xuất trên đất đá biến chất (Alsace, Moselle, Anjou) hoặc đá núi lửa (Tokaj ở Hungary và Slovakia).
Ngoài ra, rượu vang trắng cũng được sản xuất trên đất có lớp đất nền đá vôi như đá phấn của vùng sản xuất rượu Champagne hoặc đá vôi dưới lớp đá mác silic của Chassagne-Montrachet tạo thành phông nền cho một số loại rượu vang uy tín nhất thế giới.

## Sản xuất rượu vang
Việc sản xuất rượu vang trắng về cơ bản tương tự như sản xuất rượu vang đỏ, mặc dù có một số chi tiết khác nhau khi sản xuất hai loại rượu này.
Rượu vang trắng được làm từ nho trắng hoặc đen (nhưng luôn có màu trắng, những quả nho có màu được gọi là Teinturier có nghĩa là nước ép có màu). Sau khi thu hoạch, nho được ép và chỉ lấy phần nước ép được gọi là dịch nho. Dịch nho được đưa vào các bể để lên men, nơi đường được chuyển hóa thành cồn bởi men có sẵn trên nho.

### Mùa thu hoạch nho

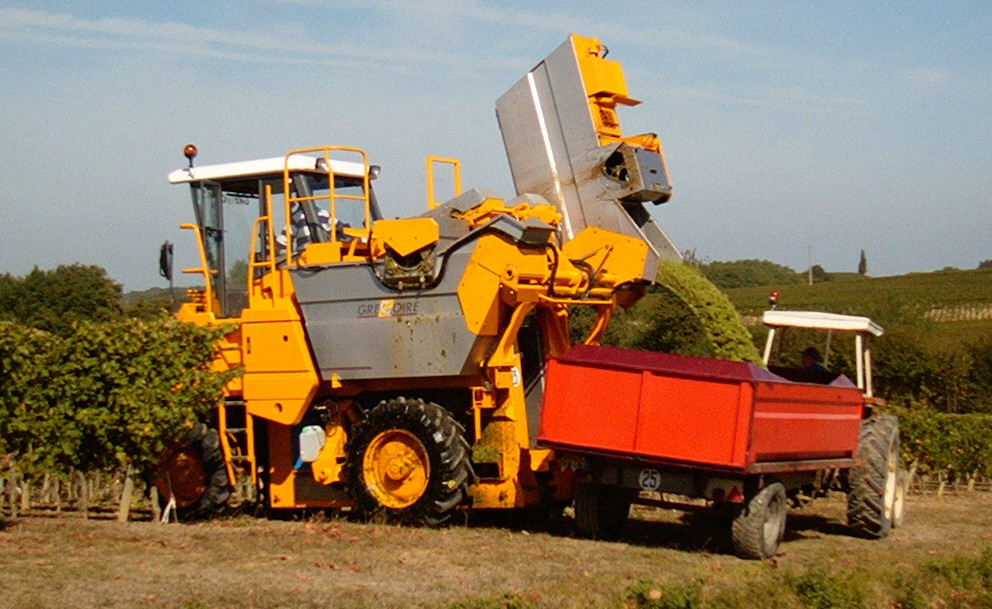
Nho thu hoạch từ máy thu hoạch được đổ vào rơ-mooc.

Độ chín của nho phụ thuộc vào yêu cầu của sản phẩm cuối cùng. Đối với rượu vang trắng ngọt, dù được tăng cường hay tự nhiên, thì đường là tiêu chí chính. Đối với rượu vang trắng khô, độ chín công nghệ được tính toán và nho được thu hoạch ngay trước (thường là 8 ngày) khi đường chín. Tại thời điểm này, mối quan hệ giữa đường và axit là tối ưu. Ngoài ra, độ axit thấp sẽ khiến rượu tương lai mất cân bằng với lượng cồn dư thừa và thiếu độ sống động. Thêm vào đó, hương vị sẽ ít tươi và ít sống động hơn.

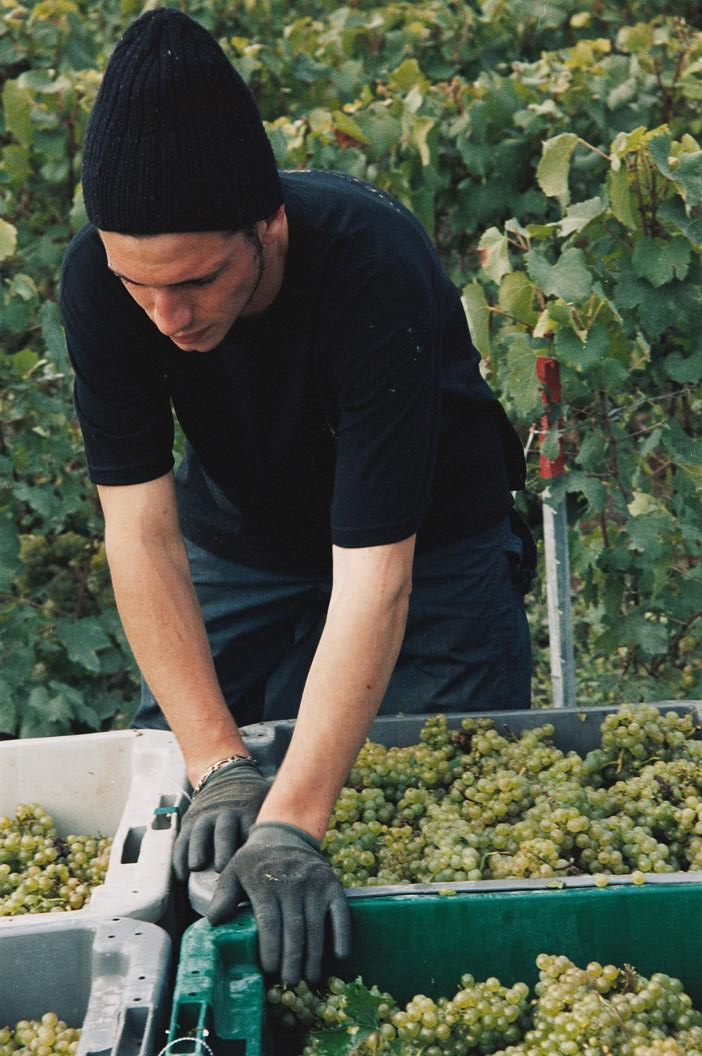
Thu hoạch thủ công ở Champagne.

Phương pháp thu hoạch thủ công truyền thống của toàn bộ chùm nho ngày càng bị thách thức bởi máy thu hoạch cho rượu vang trắng khô, một lựa chọn kinh tế nhưng không phải lúc nào cũng là lựa chọn chất lượng. Độ giòn của nho đòi hỏi phải chuyển nhanh đến nhà máy rượu vang, hoặc bảo vệ khỏi quá trình oxy hóa. Khi thời gian vận chuyển giữa vườn nho và nhà máy rượu vang dài, vụ thu hoạch có thể được làm lạnh và tránh oxy bằng cách sử dụng nitơ hoặc đá khô.
Tuy nhiên, đối với một số loại rượu vang ngọt, việc thu hoạch thành công đòi hỏi phải có công sức thủ công và đào tạo cho người thu hoạch để chỉ hái những chùm nho có quả đạt độ chín tối ưu hoặc bị ảnh hưởng bởi nấm mốc cao quý (đối với Sélection de Grains Nobles). Đối với rượu vang sủi bọt, việc thu hoạch bằng tay được khuyến khích và hoàn toàn cần thiết đối với rượu vang trắng làm từ nho có vỏ màu.

### Công đoạn xử lý trước khi lên men

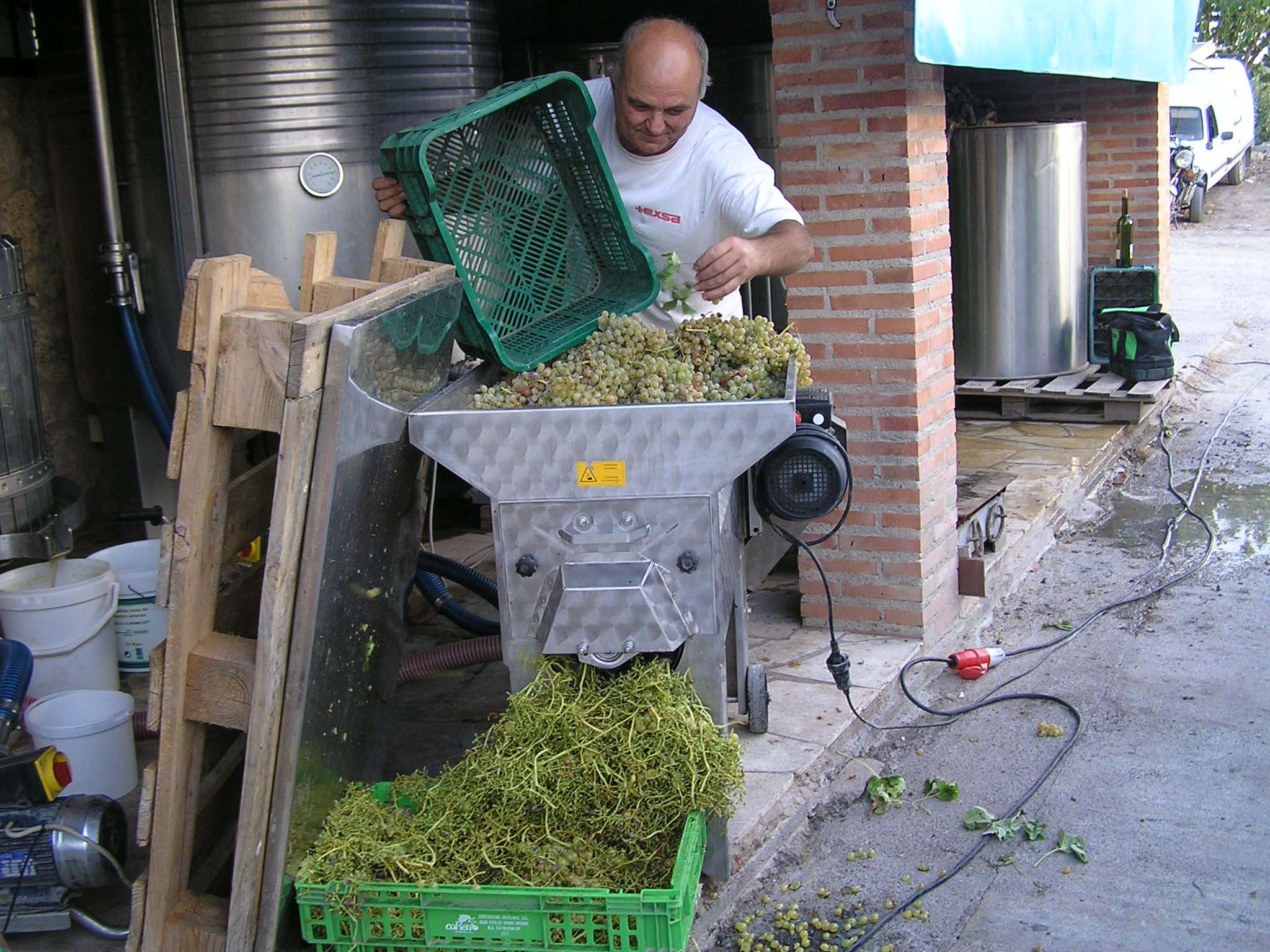
Một máy lắc nhỏ để khử cuống

Bước đầu tiên trong việc xử lý nho tại nhà máy rượu vang là tách các thành phần của dịch nho cần có khỏi các phần không mong muốn. Quy trình được thực hiện ở giai đoạn này sẽ phần lớn quyết định chất lượng rượu vang trong tương lai. Đối với điều này, các chùm nho thường được lắc rồi giẫm. Thao tác giẫm vừa phải cho phép các quả nho vỡ ra, giải phóng nước ép và cùi (không thể sử dụng cho rượu vang trắng làm từ nho đen vì việc các quả nho bị vỡ sớm sẽ tạo ra dịch nho có màu). Thao tác lắc hoặc tách cành có ưu điểm là tách cành ra khỏi chùm nho và tránh cho rượu vang có vị thảo mộc khi ép. Vỏ nho không được ngâm và giữ được màu vàng trong suốt.
Nhà sản xuất rượu có thể ngâm vỏ nho trắng và thực hiện quá trình maceration nếu chất lượng nho tốt. Quá trình ngâm trước khi lên men thường được thực hiện ở nhiệt độ được kiểm soát để trì hoãn quá trình lên men. Kỹ thuật này cải thiện việc chiết xuất hương thơm đặc trưng của giống nho và các tiền chất của chúng, chủ yếu nằm ở vỏ nho. Độ axit giảm cũng như tỷ lệ chất keo (các phân tử pectin lớn) và tiềm năng lão hóa. Để thực hiện, quá trình này cần phải có một máy tách cành hoàn hảo, ép vừa phải và sulfit để bảo vệ dịch nho khỏi quá trình oxy hóa. Thời gian (thường từ 5 đến 18 giờ ở 18 °C) phụ thuộc vào giống nho, nhiệt độ ngâm, độ chín của nho và chất lượng đất.

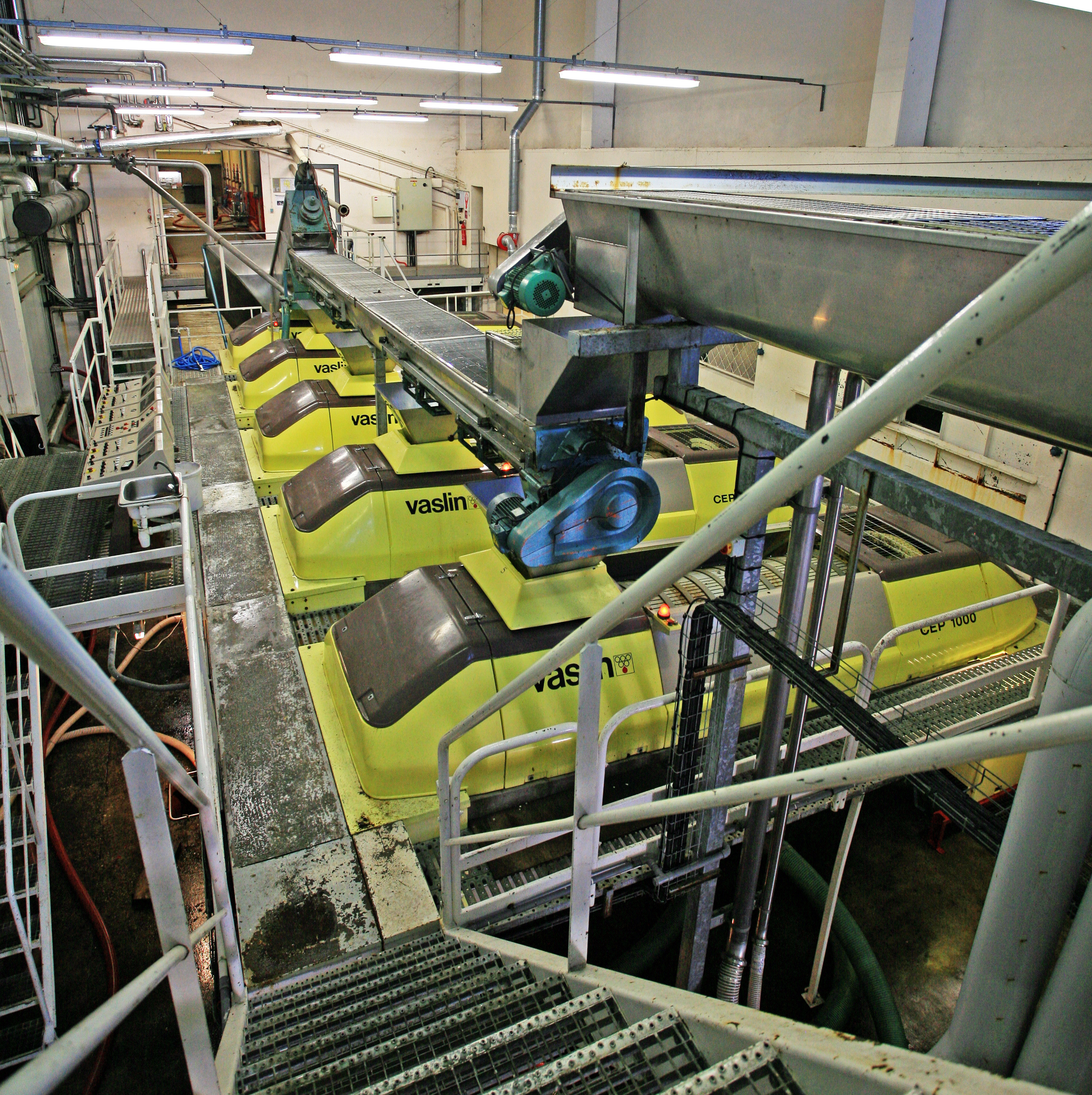
Pin của máy ép rượu.

Sau khi nho được giẫm và tách cành, nó sẽ được ép. Loại máy ép rượu cũng ảnh hưởng đến chất lượng tiềm năng của rượu. Kể từ những năm 1980, máy ép khí nén đã cải thiện công việc bằng cách hoạt động trong điều kiện kín khí và cho phép kiểm soát áp suất tốt để chiết xuất nước ép mà không làm hỏng nho. Nước ép hoặc moût de goutte (Must of Drops) là nước ép chảy tự nhiên từ các quả nho bị nghiền dưới trọng lượng của chính chúng trước khi ép (trên đường đến máy ép). Việc giẫm đạp làm tăng tỷ lệ của nó và làm cho vật liệu có lợi nhuận bằng cách xử lý một lượng nho cao hơn trong cùng một thời gian. Nước ép de presse (Must of the Press) là nước ép chảy ra từ máy ép do áp lực lên nho. Nó tập trung những phẩm chất hoặc khuyết điểm của nho: nó giàu hương thơm, colloids hoặc các hợp chất phenolic. Tuy nhiên, nó cũng có thể được đánh dấu bởi các khuyết điểm về mùi, chẳng hạn như mùi nấm trên nho bị hỏng hoặc mùi rau của vụ thu hoạch chưa đủ độ chín. Việc pha trộn hay không moût de goutte và moût de presse musts và việc phát hành phụ thuộc vào sức khỏe của nho, phương pháp ép và phong cách rượu dự định. Việc thao tác nho trước khi ép làm tăng lượng cặn và làm phức tạp quá trình ép. Để phát triển một loại rượu vang chất lượng, việc sử dụng chúng bị loại trừ hoặc rất hạn chế.

### Quá trình lắng
Mục đích của việc lắng cặn là làm trong dịch nho bằng cách loại bỏ cặn khỏi nó. Lees là các colloids lơ lửng, cặn bã từ vỏ hoặc cùi, và cặn bã ngoại sinh (đất).
Lắng tĩnh bao gồm việc để dịch nho cho cặn lắng xuống: sau khi ép, dịch nho được để yên trong bể chứa cách xa không khí. Các hạt lơ lửng lắng xuống đáy bể. Điều này được tạo điều kiện thuận lợi bằng việc bổ sung các enzym pectolytic, là những carbon chuỗi dài được tạo thành từ các hợp chất pectic. Các pectic này làm tăng độ nhớt của nước ép, cắt các hạt lơ lửng thành các chuỗi ngắn hơn và đẩy nhanh quá trình kết tủa. Cần làm lạnh dịch nho: nếu quá trình lên men bắt đầu, việc giải phóng bọt khí carbon dioxide sẽ làm lan các hạt lơ lửng khắp dịch nho ngăn cản chúng lắng xuống. Sau khi dịch nho được làm trong, nó được rót ra để lên men..
Lắng động được thực hiện với một máy làm tăng tốc độ tách dịch nho khỏi cặn. Máy ly tâm loại bỏ các hạt lớn nhất nhưng không đạt được độ trong cao.
Lắng bằng cách nổi là một kỹ thuật trong đó việc đưa khí vào đáy bể tạo ra các bong bóng khiến các hạt nổi lên bề mặt, nơi chúng được loại bỏ bằng một cái cạo. Lọc bằng bộ lọc chân không quay tương đối chậm nhưng hiệu quả. Nó thường được sử dụng để thu hồi dịch nho trong cặn thoát ra khỏi máy ly tâm.
Ngoài ra, việc xử lý bằng enzyme có thể cải thiện quá trình lắng của cặn. Bentonite đóng vai trò như một chất dằn cơ học để lắng các colloid - nó làm tăng tốc độ lắng đọng. Gelatin cũng được sử dụng để kết tụ các tannin lơ lửng được chiết xuất bằng máy ép. Thường liên quan đến vị đắng, việc loại bỏ chúng nói chung có lợi cho rượu vang trắng. Polyvinylpolypyrrolidone hoặc "PVPP" cho phép cố định các hợp chất polyphenol và loại bỏ chúng. Những phân tử này chịu trách nhiệm cho sự đổi màu của rượu và việc loại bỏ chúng mang lại yếu tố ổn định cho thức uống trong tương lai.
Trong kỹ thuật "ổn định cặn" (ổn định lạnh bằng chất lỏng), nhà sản xuất rượu thường xuyên thêm cặn trong dung dịch trong vài ngày để chúng không lắng xuống ngay lập tức. Sau đó, họ tiến hành lắng đọng thông thường như đã nêu ở trên. Kỹ thuật này cho phép làm giàu dịch nho với các tiền chất của "thiol" (chanh dây, cam quýt ...) vốn rất hòa tan tự nhiên trong dịch nho và đặc biệt thích hợp với một số giống nho như Sauvignon và Colombard. Trong "maceration of lees", cặn từ quá trình lắng tĩnh được tập hợp trong một bể chứa lạnh và khuấy trong vài ngày. Sau khi lọc và lên men, chúng cho ra một loại rượu vang trắng cũng giàu thiol.

Năm giai đoạn làm rượu Muscadet
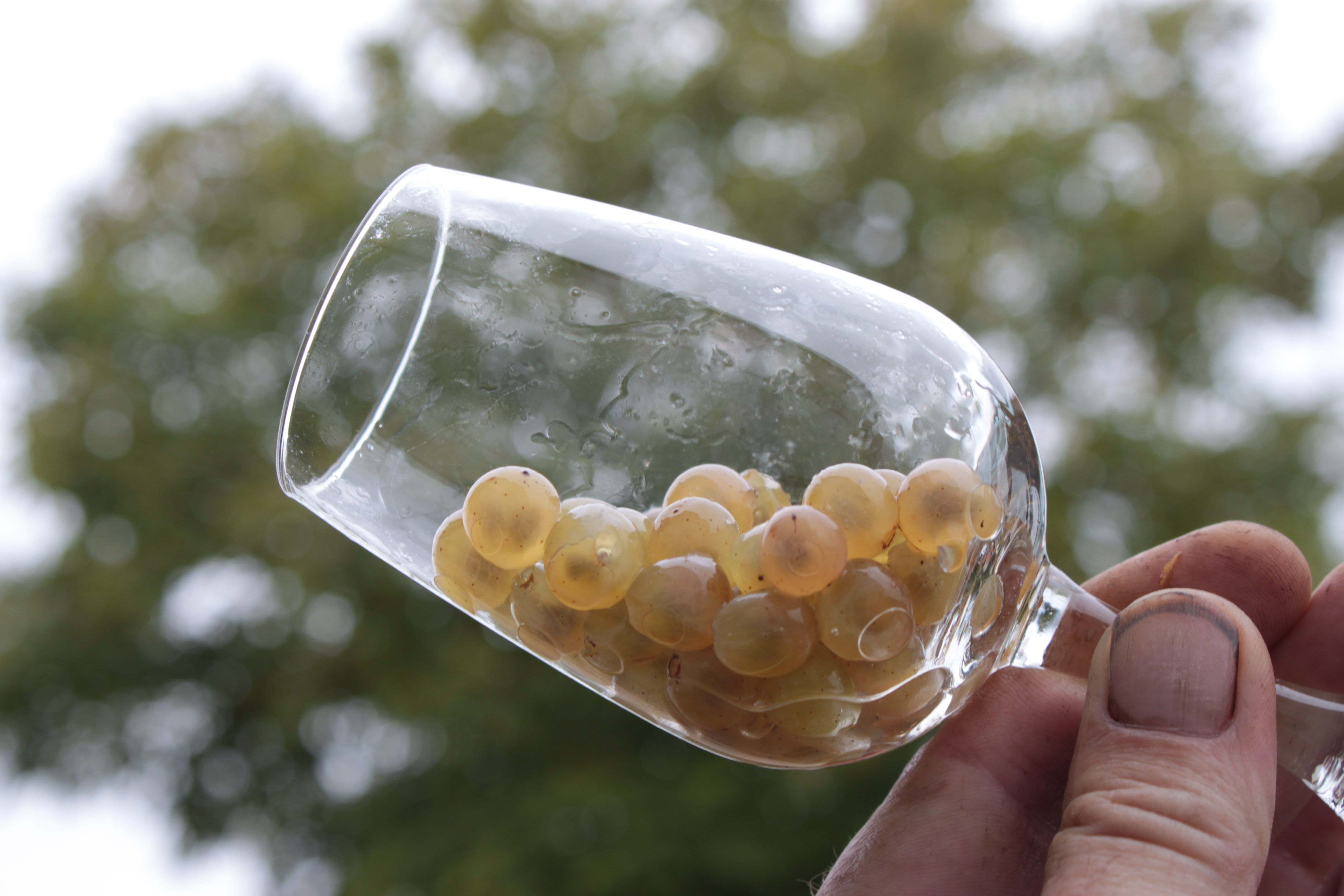
Bước 1: Nho.
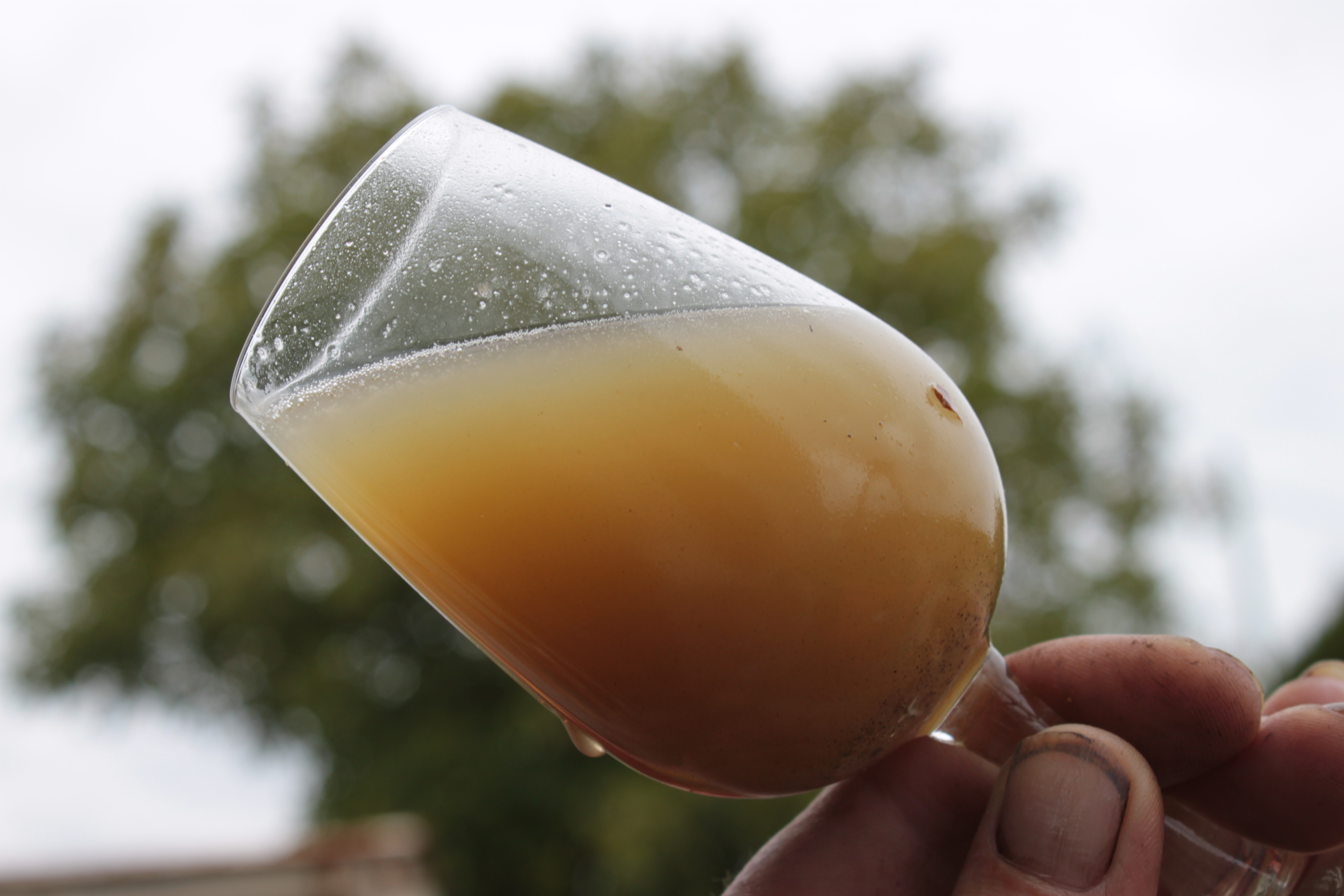
Bước 2: Nước ép nho.
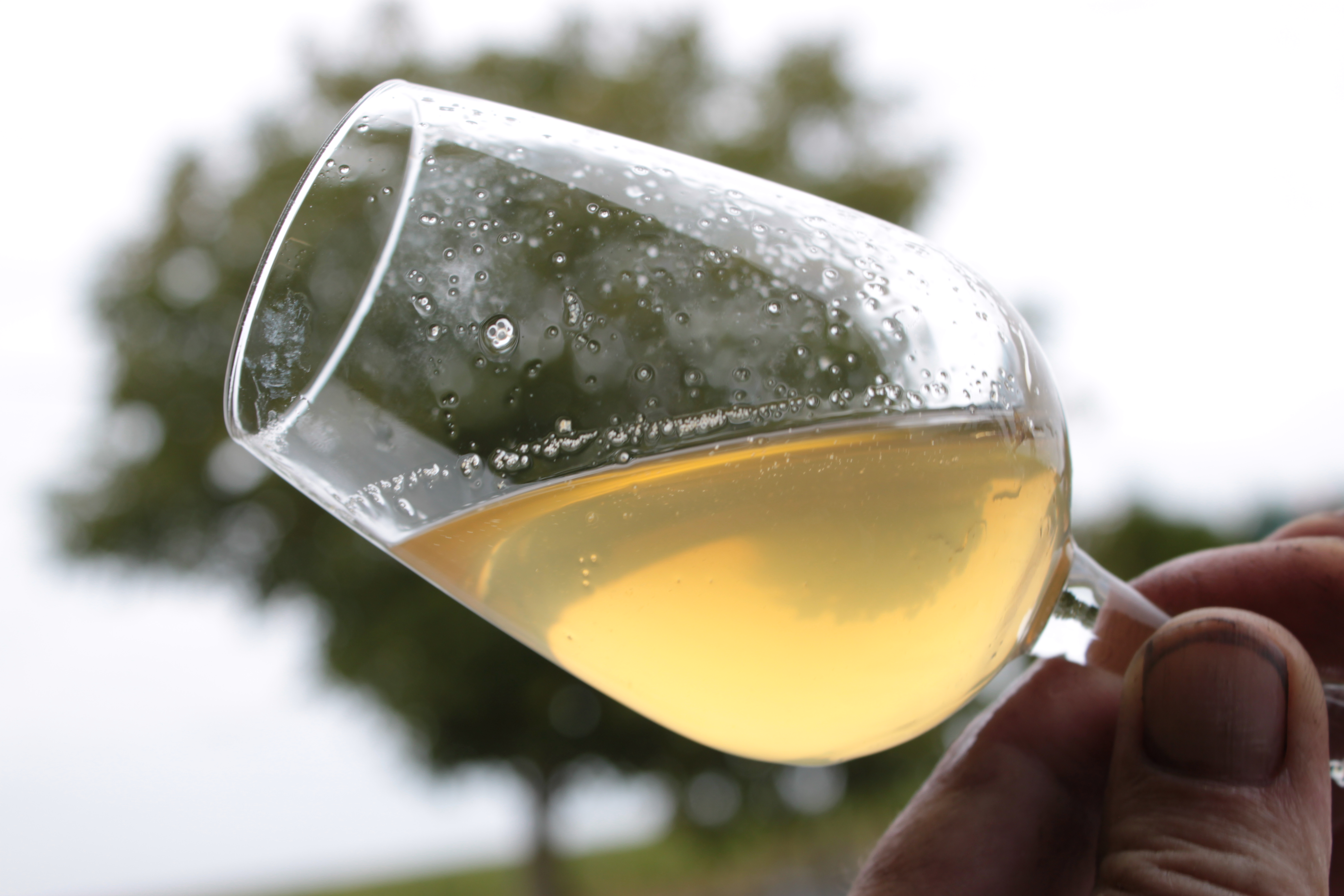
Bước 3: Nước ép, đã lọc, không gạn
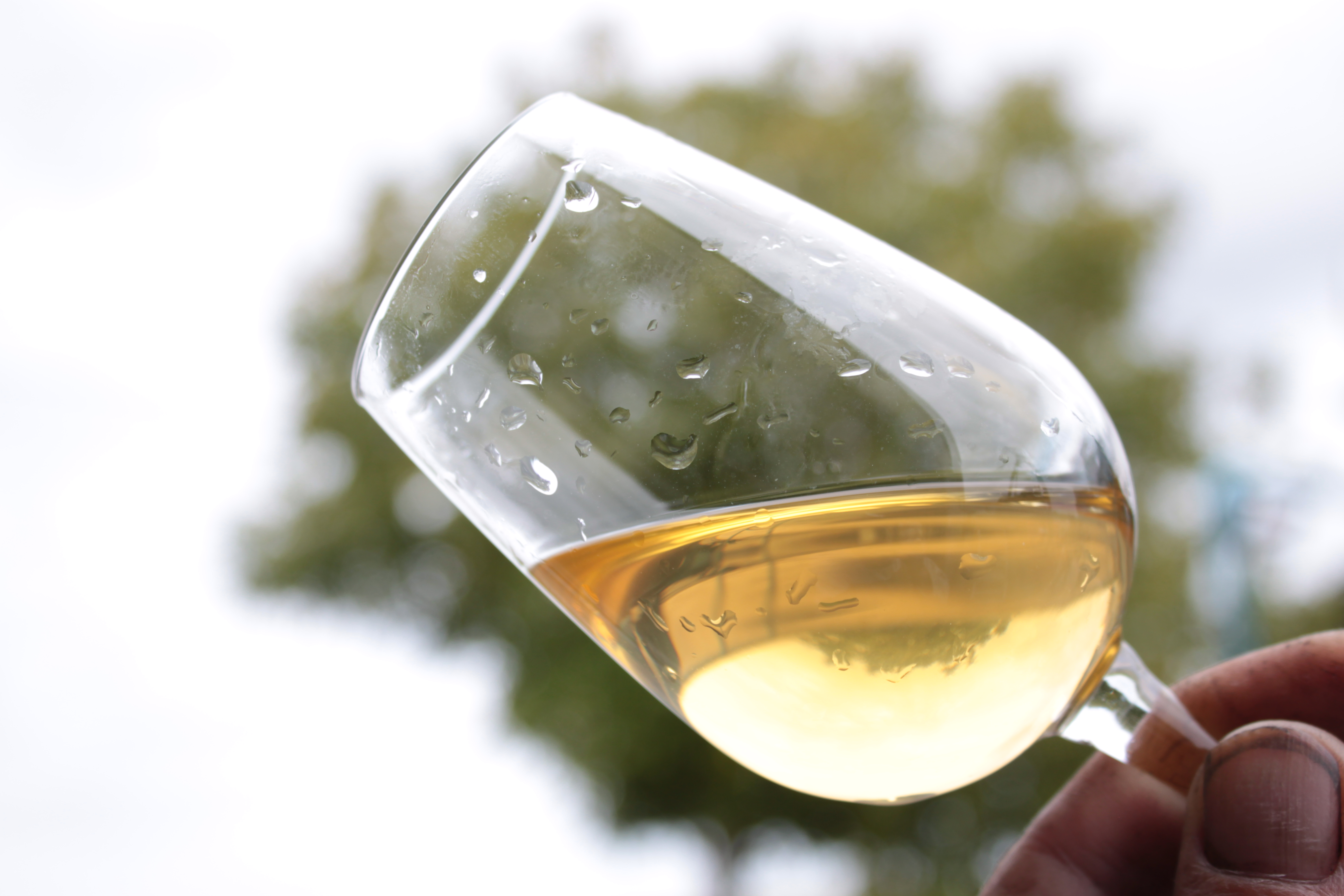
Bước 4: Nước ép, đã lọc và gạn
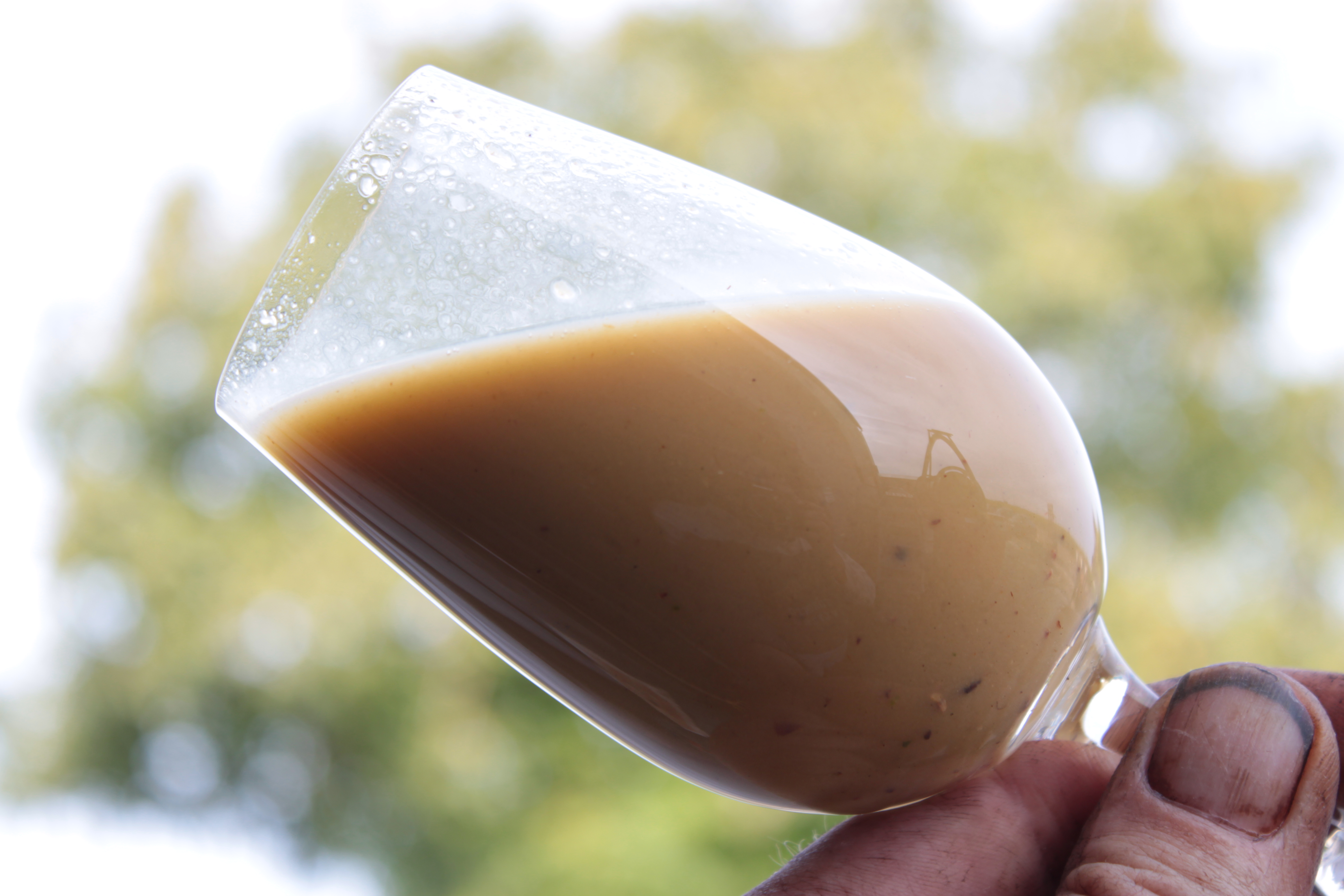
Bước 5: Cặn: cần lọc.

### Quá trình sản xuất rượu vang

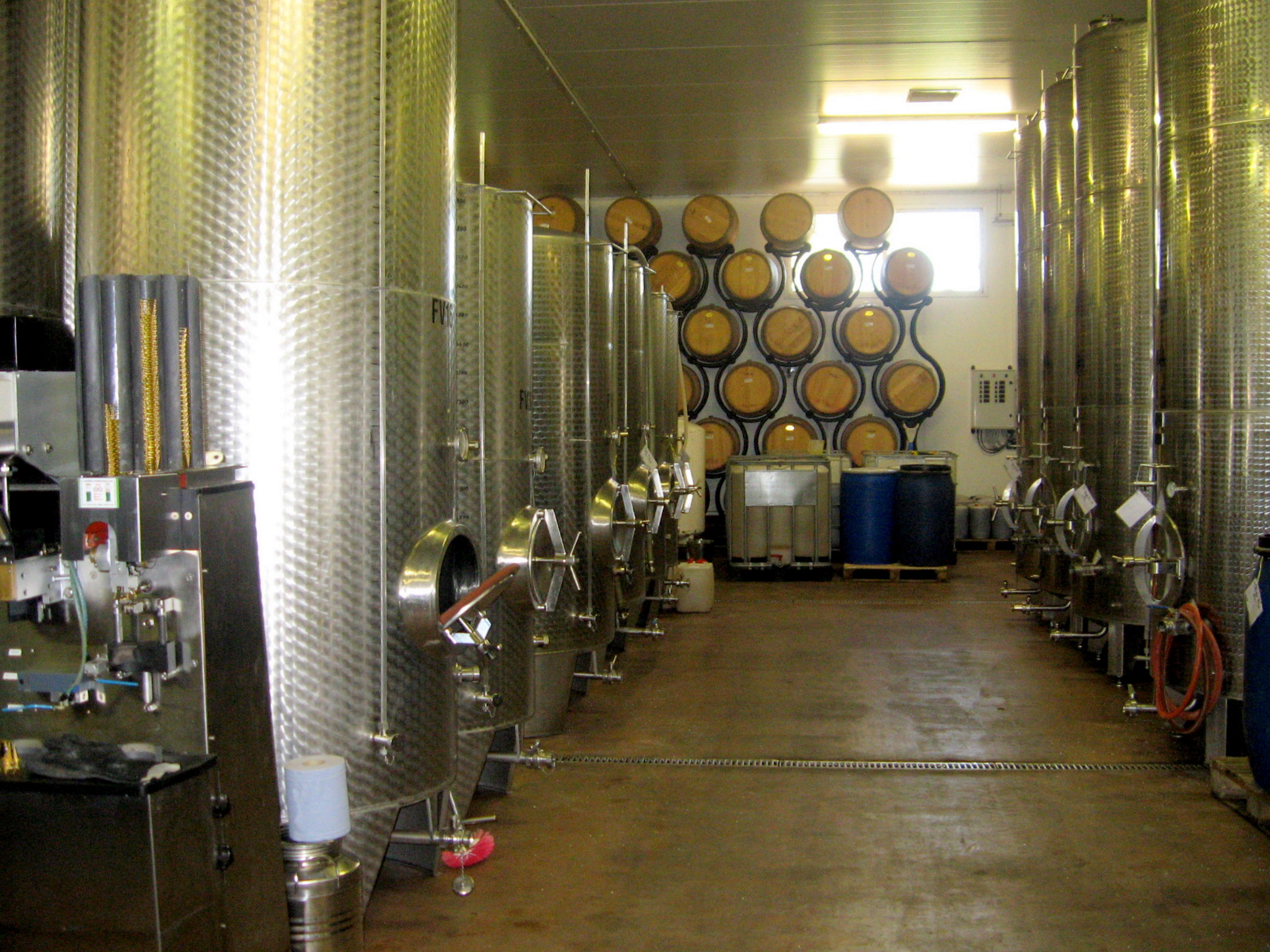
Men rượu trong thùng thép không gỉ ở Vương quốc Anh.

Dịch nho sau đó được đưa vào bể để lên men. Các bể lên men này có thể có nhiều loại khác nhau: gỗ sồi, xi măng phủ epoxy, thép không gỉ hoặc thép tráng men, hoặc nhựa epoxy. Đối với các bể có khối lượng lớn, việc kiểm soát nhiệt độ, thường là khoảng 18 °C, là cần thiết. Hầu hết các thành phần thơm (acetate của rượu và este etyl của axit béo) được tổng hợp bởi men trong quá trình lên men của nước ép nhẹ dưới 18 °C. Tuy nhiên, độ trong và nhiệt độ thấp là những yếu tố làm chậm quá trình lên men. Việc sử dụng thêm men được lựa chọn cho những điều kiện làm việc khó khăn này trở nên rất quan trọng. Ngược lại, một số nhà sản xuất trồng nho của họ theo phương pháp hữu cơ hoặc sinh học: cặn có chất lượng tốt mà không có hóa chất tổng hợp gây hại cho men nên chúng được giữ lại trong rượu. Độ đục của dịch nho đảm bảo cung cấp đủ men và quá trình lên men trong các bể nhỏ hoặc trong thùng không yêu cầu làm chủ độ lạnh.
Quá trình lên men bắt đầu tự nhiên dưới tác động của các loại men tự nhiên từ nho. Nhà sản xuất rượu có thể chọn sử dụng men khô hoạt động có sẵn trên thị trường. Nó có thể giúp thể hiện các đặc điểm của một giống nho hoặc phương pháp sản xuất. Đối với rượu vang trắng khô, quá trình lên men tiếp tục cho đến khi hết đường. Sau đó, rượu thường được gạn để loại bỏ cặn. Khi quá trình lên men được thực hiện trong thùng, nhiệt độ thường vượt quá 20 °C hoặc thậm chí 25 °C.
Sau khi kết thúc quá trình lên men, rượu vang cũng có thể trải qua quá trình lên men malolactic hoặc FML. Quá trình lên men thứ hai này được thực hiện bởi vi khuẩn làm giảm độ chua của rượu vang: nó chuyển đổi axit malic, có hai nhóm carboxyl, thành axit lactic. Hoạt động này làm giảm độ chua gay gắt của rượu vang, không phải lúc nào cũng mong muốn hoặc thực hiện. Ở các vùng phía nam, độ chua được bảo quản cẩn thận để mang lại cho rượu vang sự sống động cho hương thơm sảng khoái của rượu vang. Trong quá trình lên men của nho, hương thơm giống nho được giảm bớt để ủng hộ việc tăng độ tròn trịa và khối lượng trong miệng của rượu vang trong quá trình lão hóa trong thùng gỗ sồi. Nó mang lại sự ổn định sinh học tốt hơn cho rượu vang sâm banh.
Đối với rượu vang ngọt, quá trình lên men được dừng trước khi kết thúc để giữ lại một phần đường: đây là Quá trình tăng cường (Mutage). Quá trình lên men có thể được dừng lại bằng cách thêm Sulphur Dioxide (SO2) (khử trùng rượu vang), bằng cách làm lạnh đột ngột (gây mê men), bằng cách lọc vô trùng (bắt giữ men trong bộ lọc lưới rất mịn), hoặc kết hợp một số phương pháp này. Một quy tắc chung để xác định thời điểm tăng cường, cho phép cân bằng giữa cồn thu được và đường dư, là để lại càng nhiều độ tiềm năng càng tốt như độ thu được trên 10% thể tích. Đối với các loại rượu vang tráng miệng ngọt hơn, quá trình lên men dừng lại tự nhiên do lượng đường và cồn dư thừa: Cồn là chất thải từ men và nó có độc ở liều cao. Trong trường hợp rượu vang ngọt, việc bổ sung rượu vang sẽ dừng quá trình lên men. FML không được thực hiện cho rượu vang ngọt vì vi khuẩn lactic phân hủy đường ưu tiên, điều này sẽ tạo ra vị chua lactic (rượu vang ngọt và chua). Ngoài ra, sự cân bằng giữa độ chua và đường trong rượu vang giúp duy trì độ sống động.

## Thưởng thức rượu vang

### Màu sắc
Màu sắc của rượu vang trắng đa dạng như các loại rượu vang. Thuật ngữ được trích dẫn phổ biến nhất là màu vàng. Tuy nhiên, sự phong phú của từ vựng để lại không gian tự do cho việc phân tích trực quan giữa màu sắc thực tế và sắc thái (phạm vi màu sắc thường khác nhau ở phần tiếp giáp giữa rượu và ly).
Đến cuối thế kỷ 20, các thành phần của rượu tạo nên màu sắc vẫn chưa được xác định rõ ràng. Trong nhiều thế kỷ, các flavone trong nho được coi là nguyên nhân gây ra màu vàng nhưng khả năng hòa tan rất thấp của chúng trong rượu vang, do ngâm ủ ngắn, đã dẫn đến việc tìm kiếm các phân tử khác. Một luận án của Biau vào năm 1995 đã đề cập đến ảnh hưởng của polysacarit, protein và một số axit phenolic.
Léglise chỉ rõ rằng: "thuật ngữ vàng được sử dụng nếu vẻ ngoài rất sáng và đầy phản xạ, trong định nghĩa về các sắc thái khác nhau đặc trưng cho kim loại (...) Nếu, với độ trong suốt thích hợp, rượu vang không tỏa sáng và không phản xạ, chúng tôi sẽ chỉ sử dụng thuật ngữ vàng". Trên thang màu, rượu vang trắng có thể có màu trắng gần như không màu. Khi còn non, nó thường có màu xanh lục nhạt hoặc vàng nhạt. Màu vàng của nó sẫm màu hơn theo thời gian và trưởng thành, trở thành màu vàng, sau đó là màu đồng và cuối cùng là màu hổ phách. Một trong những loại rượu vang sẫm màu nhất thế giới được làm từ nho trắng: Pedro Ximenez. Tỷ lệ đường cũng ảnh hưởng đến màu sắc của rượu vang, làm cho màu sắc bền hơn, tùy thuộc vào đặc tính của giống nho: Bordeaux Sauvignon blanc hoặc Muscadet Melon có màu xanh lục trong khi Chardonnay hoặc Traminer được trồng và sản xuất rượu vang trong điều kiện tương đương sẽ có màu vàng.

### Hương thơm
Hương thơm từ rượu vang trắng bao gồm hầu hết bảng mùi hương của rượu vang.
Hương trái cây bao gồm trái cây có múi như chanh và bưởi, trái cây màu trắng như táo, mộc qua, đào và mơ, và các loại hạt như óc chó và hạt phỉ. Trái cây nhiệt đới cũng có mặt: dứa, xoài và vải thiều. Rõ ràng là bảng hương thơm bao gồm các hương vị nấu chín này: táo, mứt, trái cây kẹo, v.v. Rượu vang trắng cũng có thể truyền tải hương thơm hoa của cây keo, kim ngân, cỏ roi ngựa, hoa violet, v.v. (Hương của mật ong cũng có thể được đồng hóa).
Quá trình lão hóa cũng mang lại những hương vị khác cho rượu vang. Quá trình lão hóa trong thùng gỗ sồi tạo ra các hương thơm của vani, bơ, bánh mì brioche, bánh nướng, caramel, v.v. Các loại rượu vang trưởng thành lâu dài như rượu vang vàng hoặc rượu sherry có hương thơm đặc trưng của quả óc chó tươi, hạnh nhân và hạt phỉ.
Cuối cùng, đất có thể mang lại hương vị đặc trưng của một vùng. Vì vậy, hương thơm khoáng chất của đá lửa (mùi của đá lửa hoặc đá nhẹ) được thể hiện rõ trong Chardonnay B và sauvignon B, và mùi dầu là đặc trưng của giống nho Riesling Alsatian cũ B.
Các hương thơm tương tự mà người ta có thể nghĩ là chỉ có trong rượu vang đỏ cũng có trong rượu vang trắng. Điều này đặc biệt đúng trong một số loại rượu vang sâm panh trắng được làm một phần từ nho đen và gợi nhớ đến trái cây đỏ (dâu tây, mâm xôi, quả việt quất, gooseberry, ...).

### Hương vị
Khi được đưa vào miệng, rượu vang trắng có sự cân bằng khác với rượu vang đỏ, trong đó cấu trúc tannic đã được loại bỏ. Sự cân bằng này không còn chỉ dựa trên độ cồn và axit: đây là yếu tố giải thích cho khó khăn trong việc làm nên một loại rượu vang trắng.
Đối với rượu vang trắng ngọt và cường hóa, sự hiện diện của đường sẽ tạo thêm một thông số để cân bằng độ cồn và axit.
Sự trưởng thành trong thùng gỗ sồi mang đến cho rượu vang một hương vị gỗ và tannin từ gỗ sồi mang lại cấu trúc cho rượu. Những loại rượu mạnh nhất, như một số loại grand crus của Sauternes (ví dụ như Château d'Yquem) thậm chí còn có thể chịu được quá trình lão hóa trong thùng gỗ sồi mới.

### Ly rượu vang trắng
Ngay từ khi các vật dụng bằng thủy tinh xuất hiện, những chiếc ly chuyên dụng cho từng loại rượu vang đã được tạo ra. Có rất nhiều loại ly dành riêng cho rượu vang trắng ở nhiều vùng sản xuất rượu vang. Chiếc ly phải hoàn toàn trong suốt và không màu để có thể đánh giá đúng màu sắc của rượu. Tuy nhiên, các nhà thiết kế và sản xuất đồ dùng ăn uống đã tạo ra những chiếc ly rượu vang trắng có chân màu xanh lá cây hoặc xanh dương. Những màu sắc này làm cho rượu vang trở nên hấp dẫn hơn - chúng tạo ra màu sắc nhân tạo trong bóng râm (một lớp rào chắn phản chiếu làm nổi bật sự tách biệt giữa ly và rượu) - làm mới lại ấn tượng nhận thức.
Rượu vang sủi bọt được phục vụ trong những loại ly đặc biệt như ly sáo flute và ly coupe. Ly sáo flute là loại ly được các nhà nếm thử chuyên nghiệp ưa thích: hình dạng của nó tập trung hương thơm vào mũi của người nếm thử và chiều cao của nó cho phép đánh giá các bọt mịn nổi lên bề mặt. Ly coupe không được khuyến khích vì hình dạng quá loe của nó: nó không bảo quản được lớp bọt, và khí và hương thơm thoát ra quá nhanh. Theo truyền thuyết, loại ly này được phát triển dựa trên hình dáng bộ ngực của Marquise de Pompadour. Ly coupe có từ thời mà rượu vang chủ yếu ngọt hơn và ít thơm hơn. Kể từ những năm 1930 và với thói quen sử dụng rượu vang sủi bọt khô hơn, ly sáo flute đã thay thế vị trí của ly coupe. Ly coupe cũng được sử dụng trong các loại cocktail có ô liu và trong các kim tự tháp ly ngoạn mục trên đỉnh các lễ hội.
Bên cạnh dòng ly này, công việc của một nhóm các nhà nếm thử, bao gồm Jules Chauvet của INAO tại Pháp, đã dẫn đến việc tạo ra ly INAO vào năm 1970. Loại ly này có thành ly mỏng và đường cong được tính toán để có thể nếm thử tất cả các loại rượu vang. Loại ly này được sử dụng, trong số những loại khác, trong các buổi nếm thử phê duyệt - cánh cổng để các loại rượu vang có quyền mang tên gọi của một appellation d'origine contrôlée (AOC). Loại ly đơn giản nhưng thanh lịch này cũng có thể được sử dụng để phục vụ rượu vang trên bàn.

## Các khía cạnh ẩm thực
Nhiệt độ phục vụ là một tiêu chí để đặt rượu trong điều kiện tốt nhất để uống. Rượu phải được ướp lạnh nhưng không được phục vụ với đá. Trong khoảng từ 8 đến 9 °C, độ lạnh sẽ làm nổi bật sự sống động của bọt khí và giảm độ ngọt của rượu ngọt hoặc rượu cường hóa. Đối với rượu vang khô có hương thơm, phục vụ ở nhiệt độ từ 10 đến 12 °C sẽ kích thích sự sống động và mang lại sự tươi mát cho hương vị. Cuối cùng, những loại rượu vang trắng tuyệt vời nhất là ở nhiệt độ từ 12 đến 14 °C, điều này cho phép hương vị và cấu trúc được bộc lộ.

### Kết hợp rượu vang trắng với thức ăn
Độ chua của rượu vang trắng khô sẽ giảm bớt khi kết hợp với các món ăn hơi mặn hoặc ngọt, trong khi rượu vang sẽ làm nổi bật vị mặn của thức ăn và làm dịu các món ăn béo ngậy. Rượu vang ngọt kết hợp tốt với các món ăn ngọt và mặn để giảm bớt vị ngọt gắt và kích thích vị trái cây.
Đối với món khai vị, rượu vang khô có hương vị hoặc rượu vang sủi bọt có thể kết hợp với tất cả các bữa ăn. Các chuyên gia về nếm rượu cho rằng lượng đường hoặc cồn trong một số loại rượu có tác dụng bão hòa vị giác, ngược lại, sự sống động của trái cây đánh thức vị giác để chuẩn bị cho bữa ăn sắp tới.

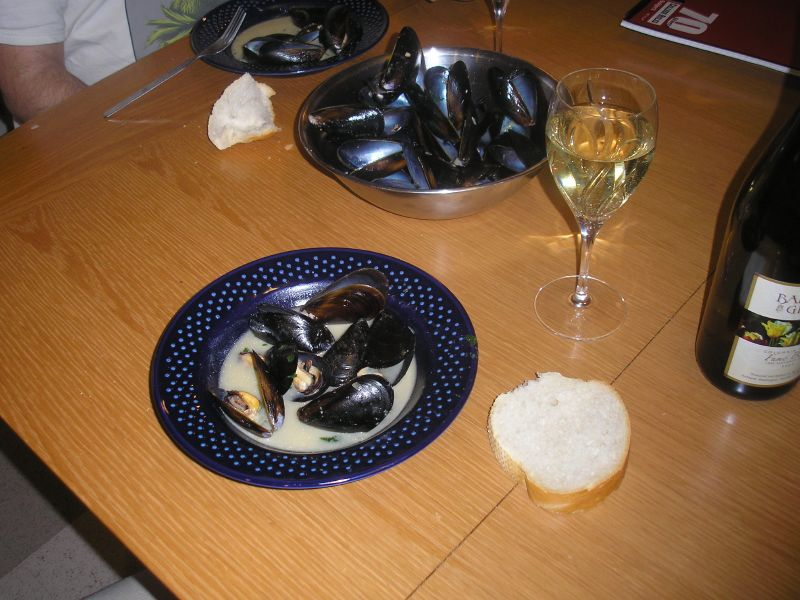
Vẹm và rượu vang trắng

Trong bữa ăn, các loại rượu vang rất khô với ít khoáng chất được khuyến nghị dùng với hàu và hải sản: độ chua của chúng làm nổi bật độ mặn của các loại sò. Các loại rượu vang thơm nhất phù hợp với sò, cá hoặc thịt trắng luộc. Đối với món hầm, độ chua của rượu vang trắng cân bằng với vị béo của chất béo. Nếu nước sốt được cân bằng tốt với một thành phần mạnh (nước chanh hoặc mù tạt), có thể sử dụng một loại rượu xa hoa hơn: rượu vang ngọt hoặc khô ủ trong thùng. Rượu vang ngọt, có thể chỉ ngọt hoặc được tăng cường, là một lựa chọn tốt cho các món ăn kỳ lạ với gia vị ngọt (các món ăn có quế, vani, v.v.). Rượu vang trắng được tăng cường được khuyến nghị với gan ngỗng. Rượu vang sủi bọt có thể được uống bất cứ lúc nào trong bữa ăn, sự đa dạng của chúng cho phép điều này. Việc lựa chọn rượu vang sủi bọt cũng cho phép giữ nguyên cùng một loại rượu từ đầu đến cuối bữa ăn.
Người sành ăn thường thích rượu vang trắng hơn rượu vang đỏ để kết hợp với pho mát vì độ chua của nó rất hợp với chất béo trong các sản phẩm từ sữa. Rượu vang khô với hương thơm khoáng chất như chardonnay hoặc sauvignon blanc mang lại vị sữa dê. Rượu vang thơm, chẳng hạn như Gewurztraminer và một số loại rượu vang sủi bọt hỗ trợ hương vị mạnh mẽ của pho mát vỏ rửa (Maroilles, Epoisses, Munster, v.v.). Rượu vang trắng trung tính (Castilla-La Mancha, Italian Trebbiano) rất phù hợp với pho mát cừu và cũng có Manchego và pecorino romano cho một chút cay. Pho mát ép chín yêu cầu một loại rượu vang đậm đà, hương rừng. Có sự kết hợp hoàn hảo giữa pho mát Comté và rượu vang vàng của Jura. Rượu vang cường hóa được khuyến nghị với pho mát mốc xanh (Blue hoặc Roquefort). Trong trường hợp này, khuôn pho mát (Penicillium roqueforti) và rượu vang (mốc cao quý) tạo thành một tổng thể hài hòa.
Rượu vang trắng cũng là một loại rượu vang tráng miệng. Mọi lựa chọn đều được phép ngay cả khi các loại rượu ngọt và cường hóa phù hợp hơn cho việc này. Rượu vang thơm (Gewurztraminer, Muscat), rượu vang sủi bọt và rượu vang ngọt rất hợp với các món tráng miệng trái cây (salát, bánh tart). Rượu vang cường hóa và rượu vang sủi bọt hỗ trợ các món tráng miệng giàu có làm từ kem hoặc bơ. Crèmes brûlées hoặc caramel kết hợp đường và kem có thể được ăn với một loại rượu ngọt và sống động như Jurançon hoặc rượu vang thu hoạch muộn. Chocolate yêu cầu một loại rượu rất mạnh nên việc lựa chọn rượu vang trắng khá hạn chế: một loại rượu ngọt màu hổ phách tự nhiên là sự lựa chọn tốt nhất.
Hơn các loại rượu vang khác, rượu vang trắng là loại rượu có thể được sử dụng giữa các bữa ăn. Thói quen của người Anglo-Saxon và Đức yêu cầu một loại rượu ngọt hoặc một loại rượu khô và có hương trái cây.

### Rượu vang trắng như một thành phần nấu ăn
Rượu vang trắng thường được sử dụng như một thành phần nấu ăn. Độ chua của nó cân bằng tốt với chất béo, giúp giảm bớt độ nặng nề quá mức. Độ chua này cũng làm tinh tế thịt hoặc cá và giúp phá vỡ các sợi thịt để làm cho thịt mềm hơn. Vai trò của rượu vang trắng tương tự như vai trò của nước cốt chanh được sử dụng trong cùng điều kiện: trước đây, nước ép verjuice cũng thực hiện chức năng này. Giấm kết hợp độ chua với cảm giác nóng rát mang lại cho các công thức món ăn sử dụng nó một đặc điểm ngọt đắng.
Là một phương tiện để cân bằng chất béo, rượu vang trắng được sử dụng trong việc chế biến các loại nước sốt như nước sốt ravigote, nước sốt béarnaise, nước sốt marinara, v.v. Việc nhỏ giọt nước trái cây nấu chín cũng là một vai trò mà rượu vang trắng có thể được sử dụng; được làm bằng rượu vang trắng ngọt và tạo ra nước sốt chua-ngọt hoặc ngọt-mặn. Trong món fondue phô mai, sự sống động của rượu vang trắng khô được cân bằng với chất béo của phô mai. Độ tươi mát của rượu vang như một thức uống trên bàn ăn tương phản với độ nóng của fondue.
Trong các món ướp, rượu vang trắng được sử dụng để làm mềm các sợi protein. Đôi khi nó thậm chí có thể xảy ra trong quá trình nấu nướng như trong carpaccio cá ngừ kiểu Ý.
Rượu vang trắng cũng được sử dụng như một chất làm ướt để nấu chậm. Trong loại món ăn này, nó kết hợp độ mềm của thịt và cân bằng chất béo từ nước sốt. Nó đóng vai trò này trong trường hợp của bắp cải, baeckeoffe hoặc risotto, và trong nước sốt trong việc chế biến thịt trắng như trong osso buco hoặc blanquette de veau (thịt bê hầm), Gà với nấm morel và các biến thể của nó, Chicken à la comtoise và Yellow coq au vin, thỏ hoặc với charcuterie như diot và dạ dày. Nó cũng có thể được sử dụng để chế biến các món cá và hải sản như pôchouse với rượu Burgundy, món hầm cá lưỡi trâu, món hầm cá mú, trai trong rượu vang trắng hoặc Bò hầm kiểu Pháp.
Một quy tắc chung của những người sành ăn là phục vụ tại bàn cùng loại rượu vang đã được sử dụng trong nấu ăn.

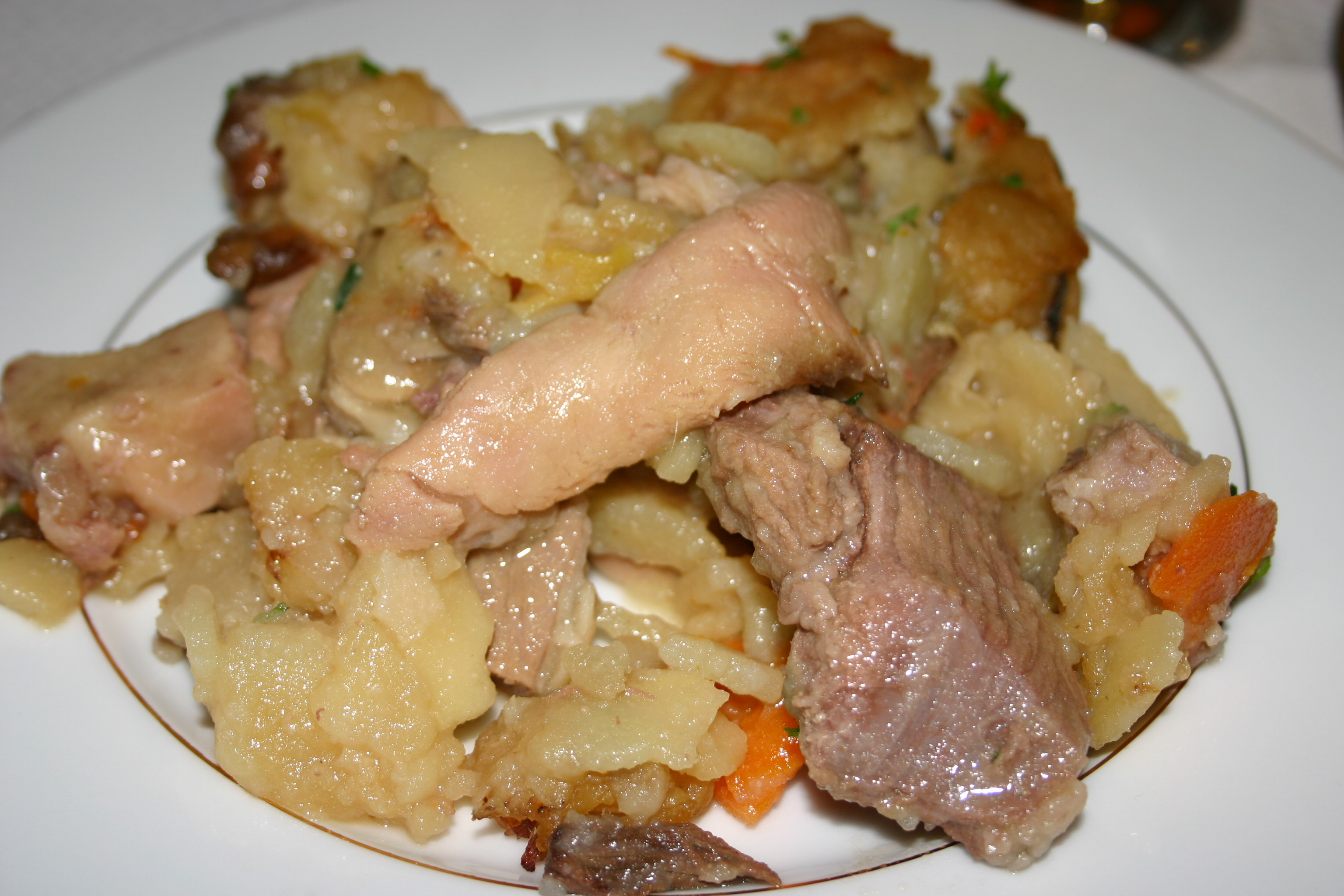
Baeckeoffe nấu trong rượu vang trắng.
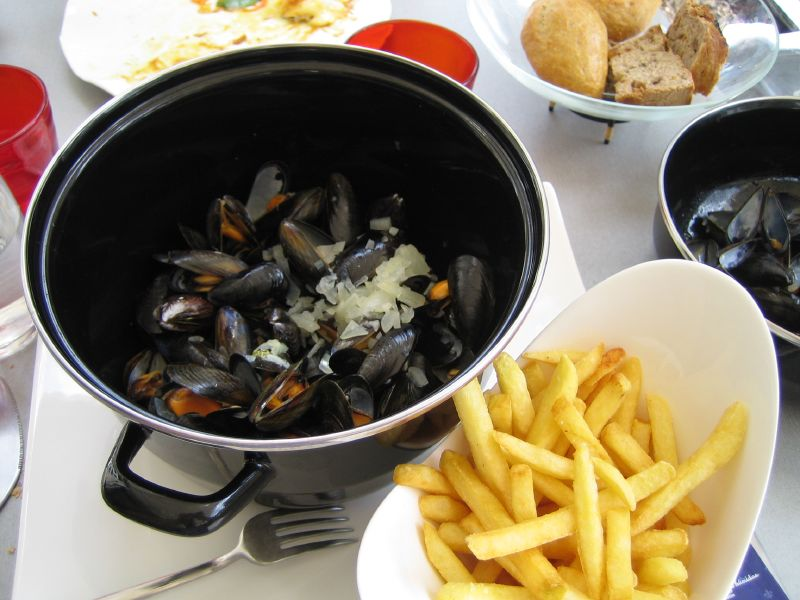
Vẹm ngâm rượu vang trắng và khoai tây chiên.
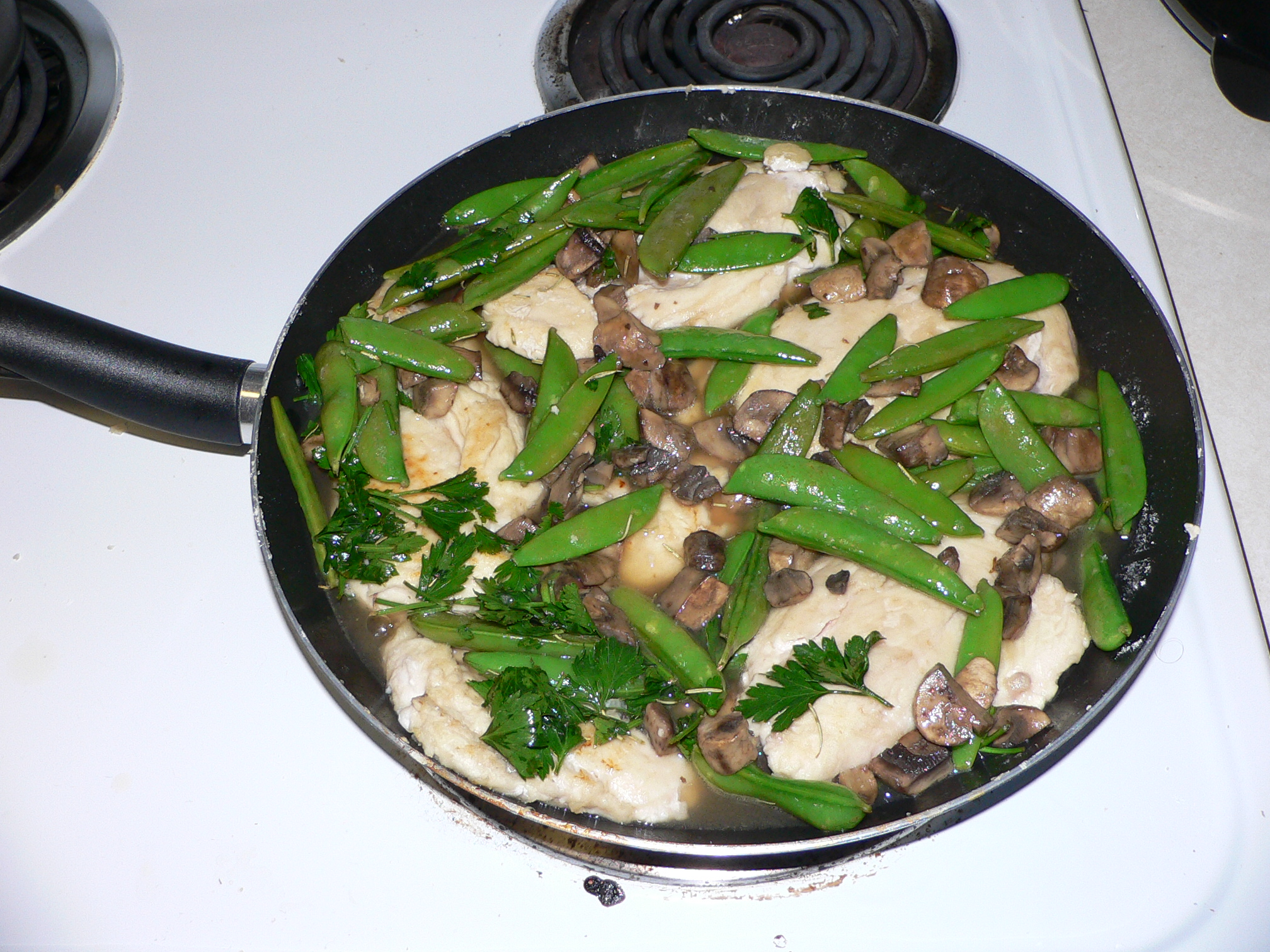
Gà Marsala.
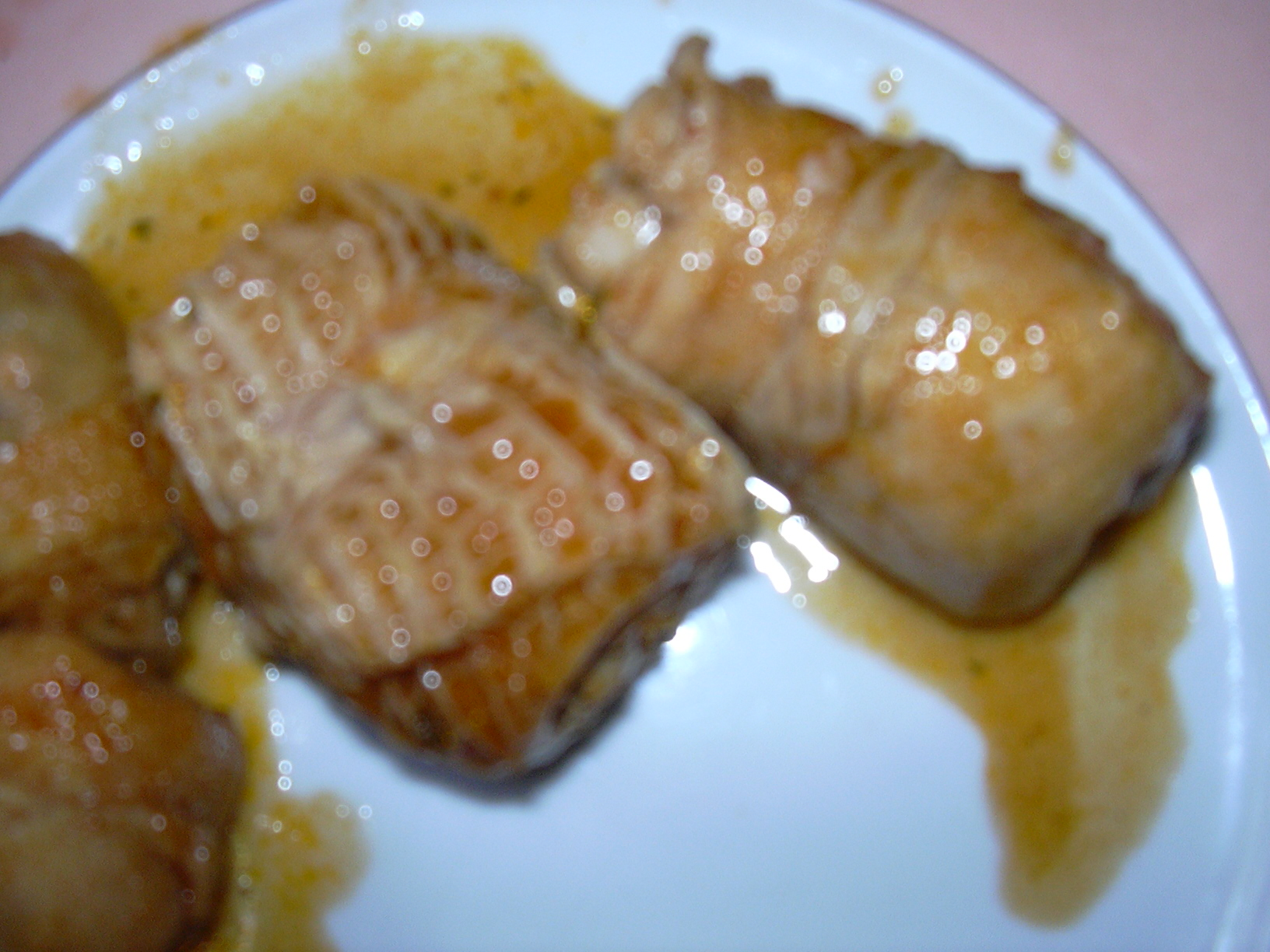
Aveyron tripe.
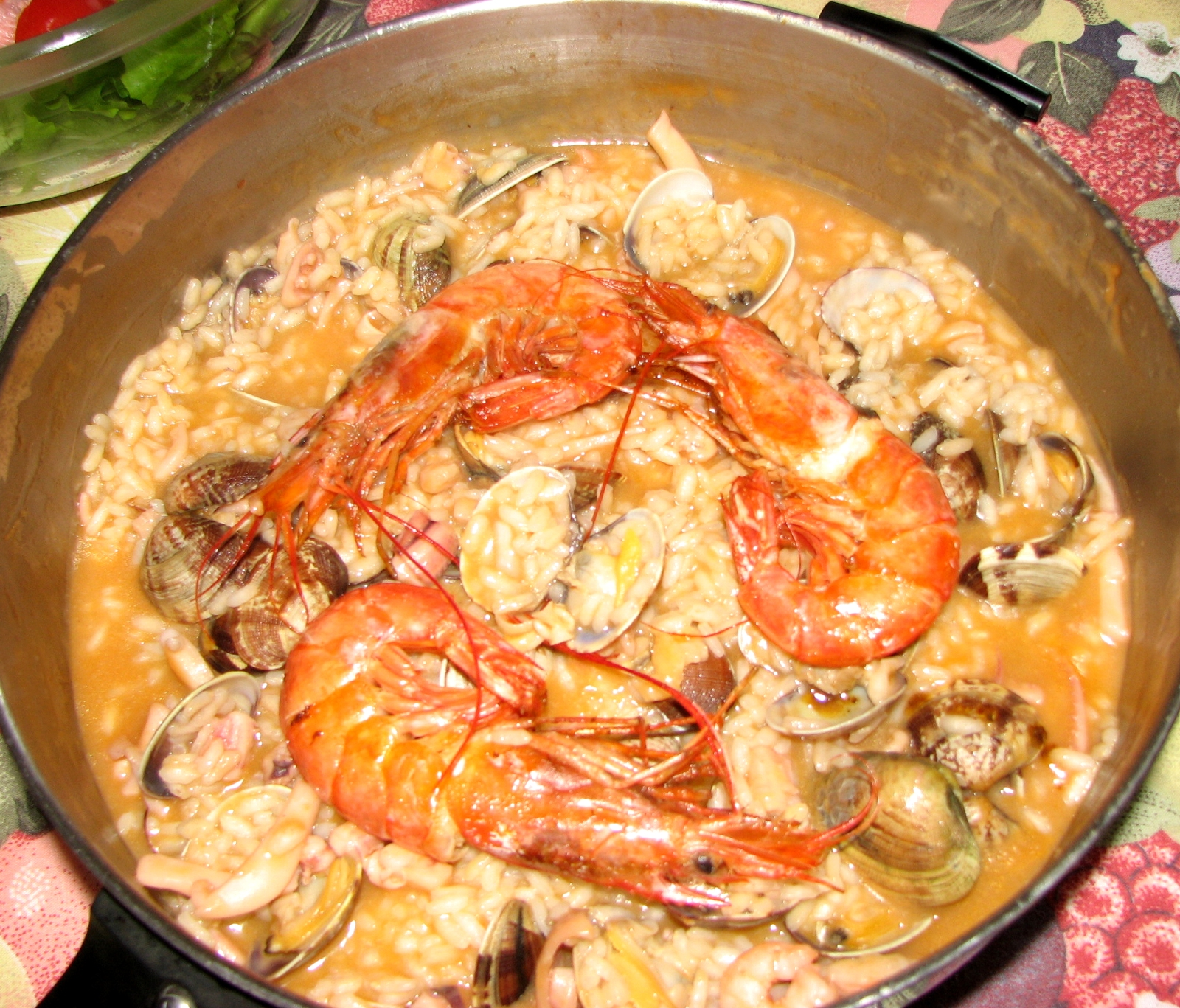
Risotto với tôm.
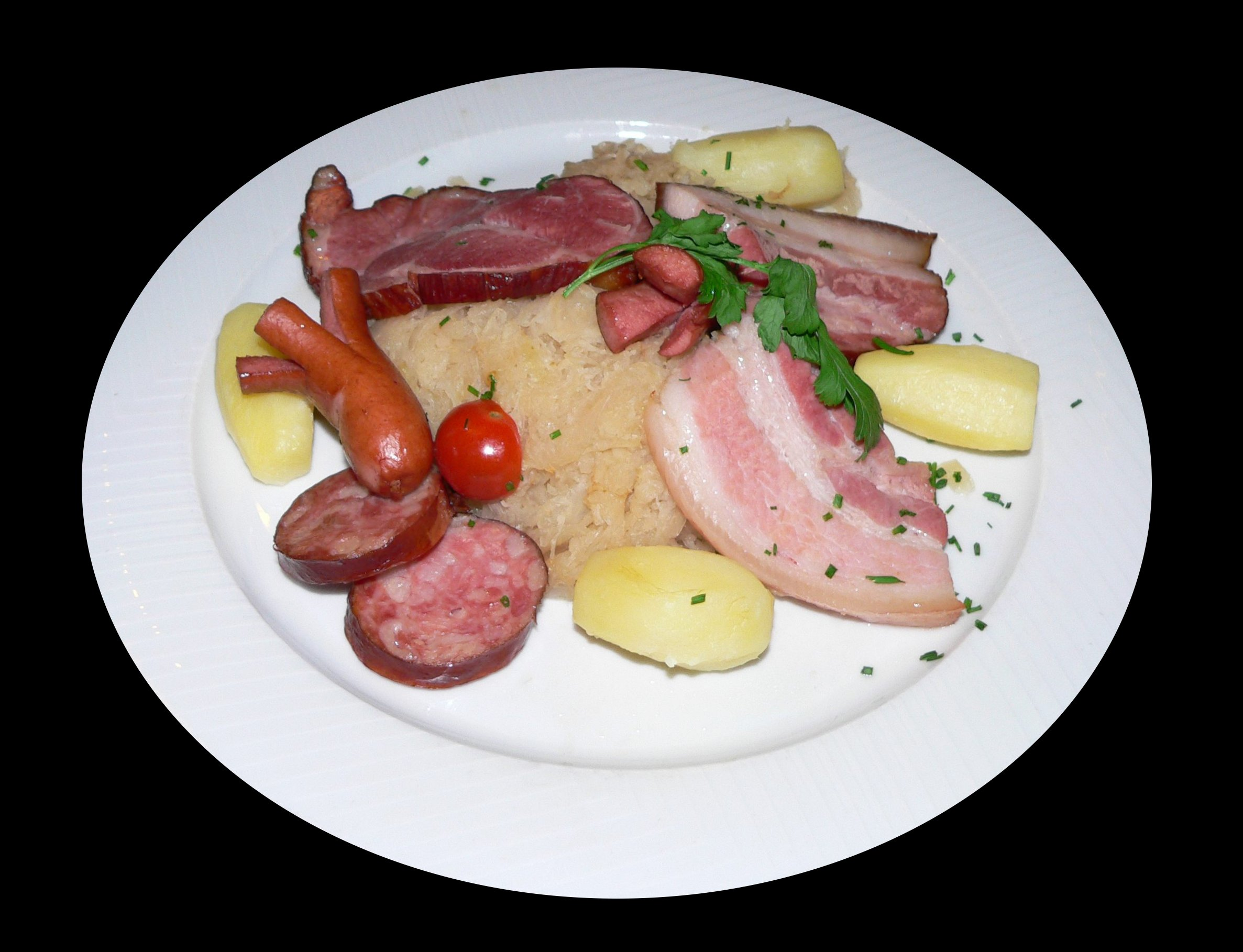
Dưa cải bắp Alsatian.
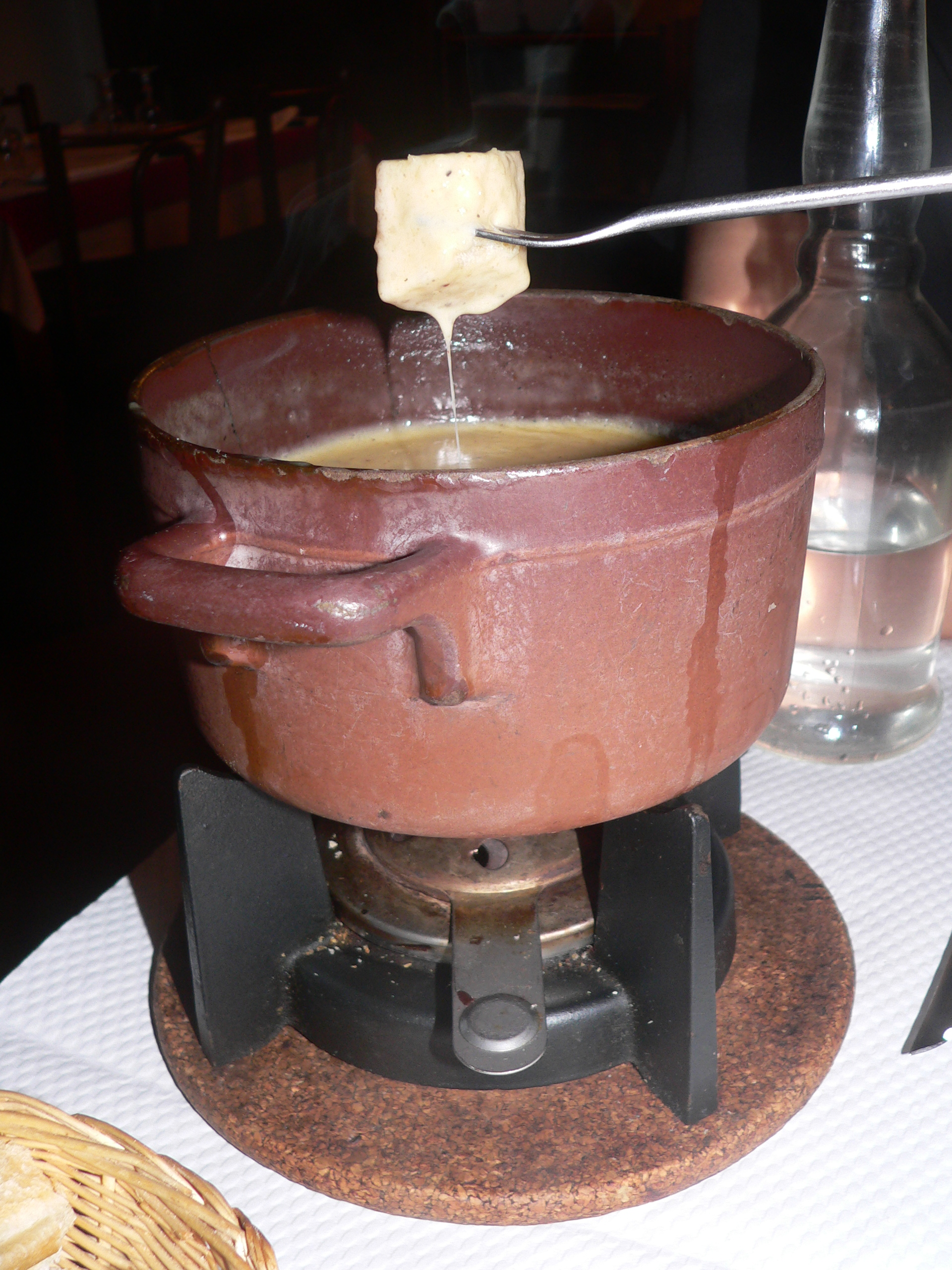
Fondue phô mai Thụy Sĩ.
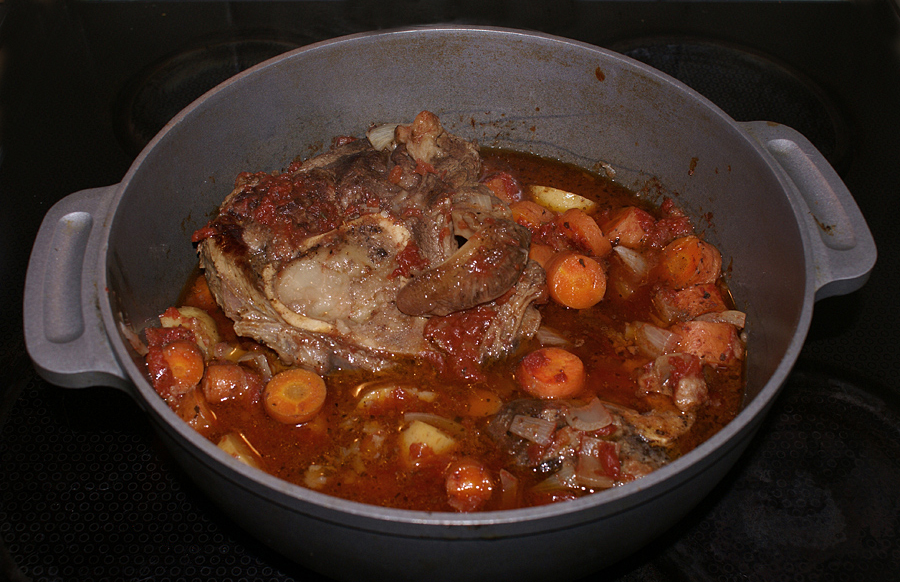
Osso bucco.

### Thành phần dinh dưỡng
| Dinh dưỡng            | Đơn vị | Giá trị cho 100 g |
| --------------------- | ------ | ----------------- |
| Nước                  | g      | ~ 86.86           |
| Năng lượng            | kcal   | ~ 82              |
| Protein               | g      | ~ 0.07            |
| Tổng Lipid (Chất béo) | g      | 0.00              |
| Carbohydrates         | g      | ~ 2.60            |
| Đường                 | g      | ~ 0.96            |

Nguồn: US government

## Ảnh hưởng sức khỏe
Do quá trình ngâm ủ ngắn hơn, rượu vang trắng có rất ít tannin và do đó có ít chất chống oxy hóa khiến rượu vang đỏ rất thú vị khi nói về mặt y tế. Tuy nhiên, một nhóm các nhà nghiên cứu từ Montpellier đã phát triển một loại rượu vang trắng được bổ sung polyphenol.
Phụ gia Sulphur Dioxide thường được sử dụng trong rượu không có hại với lượng sử dụng nhưng tác dụng của nó được lo ngại trong số những người bị hen suyễn: nó có thể gây ra cơn (Khó thở). Các triệu chứng như khó thở, đau nửa đầu hoặc cảm giác nóng dạ dày có thể là dấu hiệu của chứng không dung nạp. Phản ứng do thiếu sulphite oxidase (enzim phân hủy Sulphur Dioxide) rất hiếm. Các nghiên cứu đang được tiến hành để điều tra xem một số triệu chứng được cho là do Sulphur Dioxide có thể không đến từ một phân tử khác có trong rượu.
Rượu vang trắng là một loại đồ uống có tính axit với độ pH từ 2,8 đến 3,6. Độ axit này là một yếu tố gây hại cho men răng.
Ngoài ra, nó chứa cồn được thể hiện bằng độ hoặc phần trăm. Loại cồn này có thể gây xơ gan. Bệnh này có thể xảy ra từ việc tiêu thụ thường xuyên 20 gram mỗi ngày đối với phụ nữ và 40 gram mỗi ngày đối với nam giới. Tuy nhiên, một số nghiên cứu ở California có thể chỉ ra tác dụng có lợi của rượu vang ở liều lượng hàng ngày thấp đối với bệnh xơ gan không do rượu.
Trong các nghiên cứu gần đây, rượu vang trắng được chỉ định là có một số lợi ích về tim mạch. Cũng như vậy, rượu vang trắng chứa chất chống oxy hóa, mặc dù rượu vang đỏ có chứa mức chất chống oxy hóa cao hơn. Cả rượu vang trắng và đỏ đều có hiệu quả trong việc ngăn ngừa quá trình oxy hóa LDL.

## Giá
Năm 1997, một thùng rượu Heidsieck năm 1907 bị thất lạc trong một vụ đắm tàu đã được tìm thấy. Tại phiên đấu giá, mỗi chai rượu được bán với giá 275.000 USD, trở thành những chai rượu vang trắng đắt nhất từng được bán.